# Etiópia
A Etiópia (em amárico: ኢትዮጵያ; romaniz.: ʾĪtyōṗṗyā), oficialmente República Democrática Federal da Etiópia (ኢትዮጵያ ፌዴራላዊ ዲሞክራሲያዊ ሪፐብሊክ, transl. ye-Ītyōṗṗyā Fēdēralāwī Dīmōkrāsīyāwī Rīpeblīk) e anteriormente conhecida como Abissínia, é um país encravado no Chifre da África, sendo um dos mais antigos do mundo. É a segunda nação mais populosa da África e a décima maior em área. Faz fronteira com o Sudão e com o Sudão do Sul a oeste, com o Djibuti e a Eritreia ao norte, com a Somália ao leste, e o Quênia ao sul. Sua capital é a cidade de Adis Abeba.
Considerando que a maioria dos Estados africanos têm muito menos de um século de idade, a Etiópia foi um país independente continuadamente desde tempos passados. Um Estado monárquico que ocupou a maioria de sua história, a Dinastia Etíope, tem suas raízes no século X a.C. Quando o continente africano foi dividido entre as potências europeias na Conferência de Berlim, a Etiópia foi um dos dois únicos países que mantiveram sua independência. A nação foi uma dos (apenas) três membros africanos da Liga das Nações, e após um breve período de ocupação italiana, o país tornou-se membro das Nações Unidas. Quando as outras nações africanas receberam sua independência após a Segunda Guerra Mundial, muitas delas adotaram cores da bandeira da Etiópia, e Adis Abeba tornou-se a sede de várias organizações internacionais focadas na África. Em 1974, a dinastia, liderada por Haile Selassie, foi deposta. Desde então, a Etiópia foi um Estado secular com variação nos sistemas governamentais. Hoje, a capital do país ainda é sede da União Africana e da Comissão Econômica das Nações Unidas para a África.
Além de ser um país antigo, a Etiópia é um dos sítios de existência humana mais inveterados conhecidos por cientistas que estudam os traços mais longevos da humanidade; podendo ser potencialmente o lugar em que o Homo sapiens se originou. A Etiópia divide com a África do Sul o posto de maior número de Patrimônios Mundiais da UNESCO na África (oito em cada país). O país também tem laços históricos próximos com as três maiores religiões abraâmicas do mundo, sendo um dos primeiros países cristãos no mundo, tendo oficialmente adotado-o como religião do Estado no século IV. A maior parte da população do país é cristã, porém, um terço de seus habitantes são muçulmanos. A Etiópia é o sítio do primeiro Hégira na história islâmica e da mais antiga população muçulmana na África, em Negash, e até os anos 1980 uma população significativa de judeus etíopes residiam na nação. Além disso, o país tem, ao todo, cerca de 80 grupos étnicos diferentes, com o maior deles sendo o Oromo, seguido pelos Amhara, ambos os quais falam línguas afro-asiáticas. O país também é famoso pelas suas igrejas talhadas em pedras e como o lugar onde o grão de café se originou.
No período após a queda da monarquia, a Etiópia transformou-se em um dos países mais pobres do globo e sofreu uma série trágica de períodos de fome na década de 1980, resultando em milhões de mortes. Lentamente, no entanto, o país começou a se recuperar, e hoje a economia etíope é uma das que mais crescem na África.

## Etimologia
Não é muito certo quão velha é a palavra Etiópia, cujo uso mais antigo aparece na Bíblia em Gênesis, capítulo 2. E também na Ilíada, onde o nome aparece duas vezes, e na Odisseia, onde aparece três vezes. O uso mais antigo atestado na região é um nome cristianizado do Reino de Axum no século IV, em escrituras de pedra do Rei Ezana. O nome ge'ez ʾĪtyōṗṗyā e seu cognato português são considerados por alguns estudiosos serem derivados da palavra grega Αἰθιοπία, Aithiopia, de Αἰθίοψ, Aithiops ‘um etíope’, derivado, por sua vez, de palavras gregas que significam "de rosto queimado". No entanto, O Livro de Axum, uma crônica em ge'ez compilada no século XV, alega que o nome é derivado de "'Ityopp'is" — um filho (não mencionado na Bíblia) de Cuxe, filho de Cam, quem, de acordo com a lenda, fundou a cidade de Axum. Plínio, o Velho alega, igualmente, que o nome da nação deriva de alguém cujo nome foi Aethiops. Uma terceira etimologia, sugerida por pesquisadores etíopes recentes e o poeta laureado Tsegaye Gabre-Medhin, traça o nome às palavras "egípcias, velhas e negras": Et (Verdade ou Paz), Op (Alto ou Superior) e Bia (Terra ou País), sendo Etiópia a "terra de paz superior".
No português e geralmente fora da Etiópia, o país também foi historicamente chamado de Abissínia, derivado de Habesh, uma forma árabe do nome etíope-semítico Ḥabaśāt, atualmente Habesha, o nome nativo para os habitantes do país (enquanto o país era chamado de Ityopp'ya). Em poucas línguas, Etiópia ainda é referido por nomes cognatos com Abissínia, por exemplo, à palavra árabe Al-Ḥabashah, que significa terra do povo Habasha.
O termo Habesha, a rigor, se refere somente aos povos Amhara e Tigré-Tigrínio, que historicamente dominaram o país politicamente, os quais juntos representam cerca de 36% da população da Etiópia. Algumas vezes, o termo é usado para designar os quase 45% da população etíope que usaram línguas semíticas desde tempos antigos, como os amáricos (30,1% da população), os tigrés (6,2%), os gurage (4,3%) e outras comunidades menores que falam línguas semíticas, como o povo Harari no sudeste da Etiópia. Desde que a língua amárica tornou-se o idioma oficial do país, muitos da população da RNNPS e uma porção significante das regiões Oromia e Benishangul-Gumuz usaram-na como segunda língua. Em contraste, na Etiópia contemporânea, a palavra Habesha é frequentemente utilizada para descrever todos os etíopes e eritreus. Abissínia pode estritamente se referir à apenas as províncias do noroeste da Etiópia de Amhara e Tigré, bem como a Eritreia central, enquanto ela historicamente foi utilizada como um outro nome para a Etiópia.
A Etiópia também foi conhecida por ser considerada a terra dos cuxitas. O nome foi originalmente derivado do hebreu, para referir-se às nações da costa leste do Mar Vermelho. No entanto, a Bíblia é clara ao alegar que os povos cuxitas são atualmente etíopes. Quando Moisés referiu-se ao povo de Cuxe, ele se referia a uma nação parente dos egípcios. Por causa das relações políticas próximas do Egito e a Etiópia, ambas as nações, em um ponto da história sob o termo Cuxe, concordaram com os historiadores hebreus. Embora as intenções originais da palavra eram em referência a ambos os lados do Mar Vermelho, ficou demonstrado que partes da costa leste não são pertencem aos etíopes.

## História

### Pré-história e antiguidade

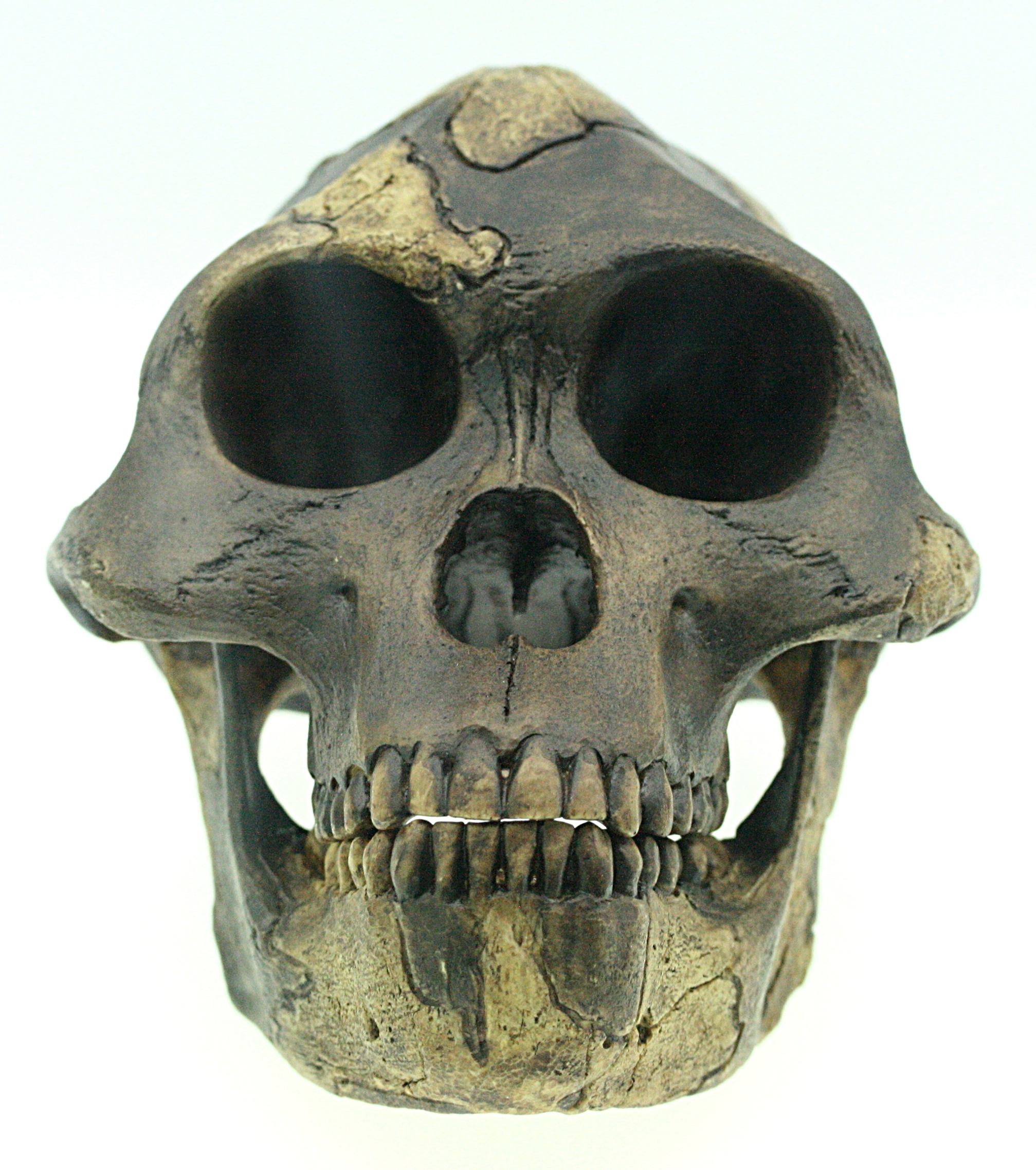
Crânio de Lucy

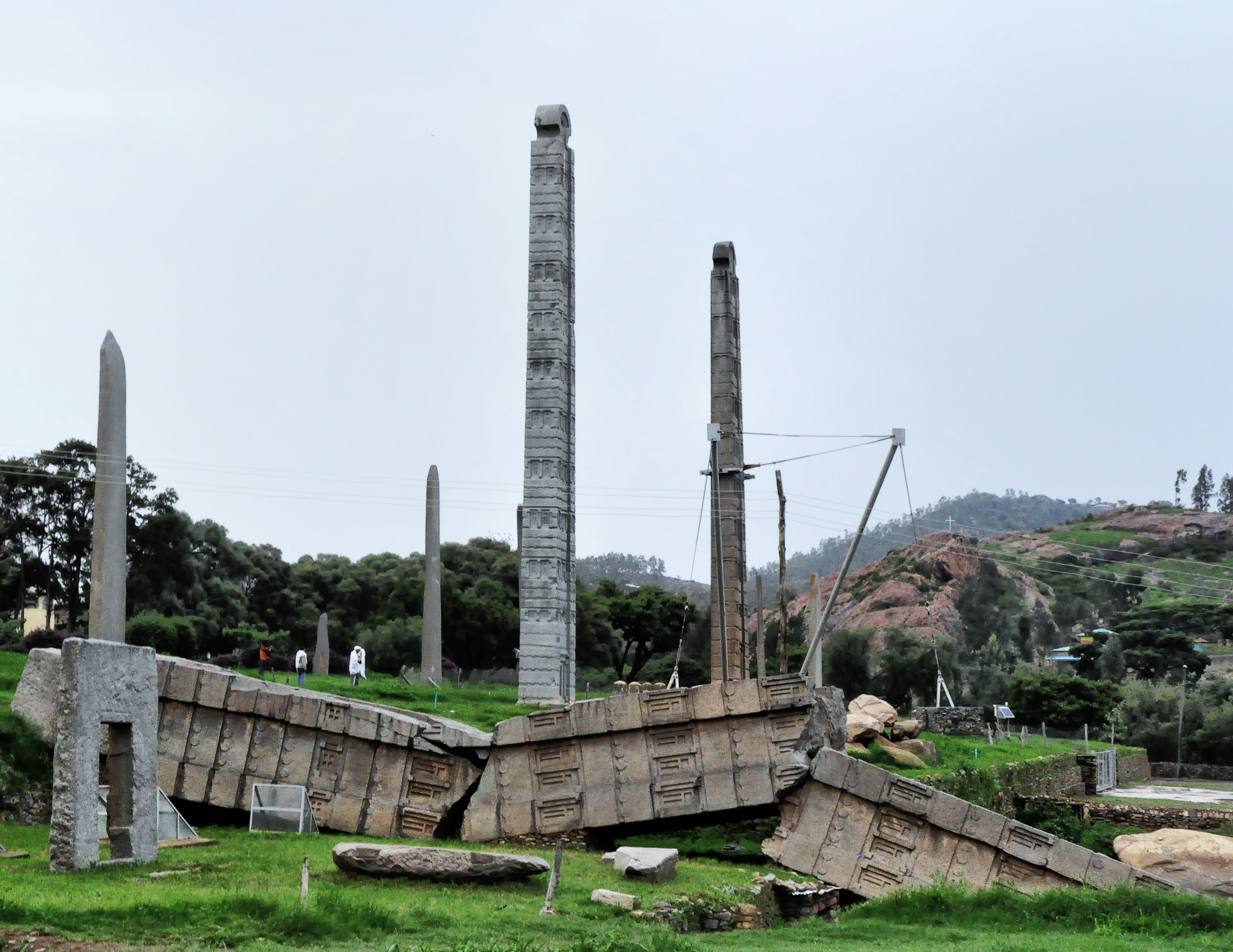
Obelisco de Axum

A Etiópia é considerada uma das áreas mais antigas de ocupação humana do mundo, senão a maior, de acordo com algumas descobertas científicas. Lucy, descoberta no Vale de Awash da região Afar da Etiópia, é considerado o segundo mais antigo, mais bem preservado e mais completo fóssil adulto de Australopithecus. A espécie de Lucy é chamada de Australopithecus afarensis, que significa 'macaco do sul de Afar', região da Etiópia onde a descoberta foi feita. É estimado que Lucy tenha vivido na Etiópia há 3,2 milhões de anos. Houve várias outras descobertas notáveis de fósseis no país, incluindo o fóssil humano mais velho, Ardi.
Por volta do século VIII a.C., um reino conhecido como Dʿmt foi estabelecido ao norte da Etiópia e Eritreia, com sua capital em Yeha, norte etíope. Muitos historiadores modernos consideram esta civilização nativa da África, embora influenciada pelos sabeus, por causa de sua tardia hegemonia do Mar Vermelho, enquanto outros consideram os Dʿmt como o resultado de uma mistura dos sabeus e populações nativas. No entanto, ge'ez, a língua semítica mais antiga da Etiópia, é agora considerada não sendo derivada dos sabeus (também semitas do sul). Há evidências da presença de povos semíticos na Etiópia e na Eritreia pelo menos no início de 2 000 a.C.. A influência sabeia é agora considerada por ter sido menor, limitada a poucas localidades, e desaparecendo após poucas décadas ou um século, talvez representando uma colônia comercial ou militar em algum tipo de simbiose ou aliança militar com a civilização etíope de Dʿmt.
Após a queda dos Dʿmt no século IV a.C., o planalto veio a ser dominado por reinos sucessores menores, até a ascensão de um desses reinos durante o século I a.C., o Império Axumita, ancestral da Etiópia moderna e medieval, que era capaz de reunir a área. Eles estabeleceram bases nas terras altas do norte do Planalto Etíope e de lá, expandiram-se em direção ao sul. A figura religiosa persa Maniqueu listou Axum junto a Roma, Pérsia, e China como uma das quatro grandes potências de seu tempo.
O Reino Zagué governou algumas partes da região em que atualmente se situam a Etiópia e a Eritreia de, aproximadamente, 1137 a 1270. O nome da dinastia vem dos agaus, que falam línguas cuchíticas, ao norte da Etiópia. De 1270, durante muitos séculos, a dinastia salomônica governou a região.

### Idade Média

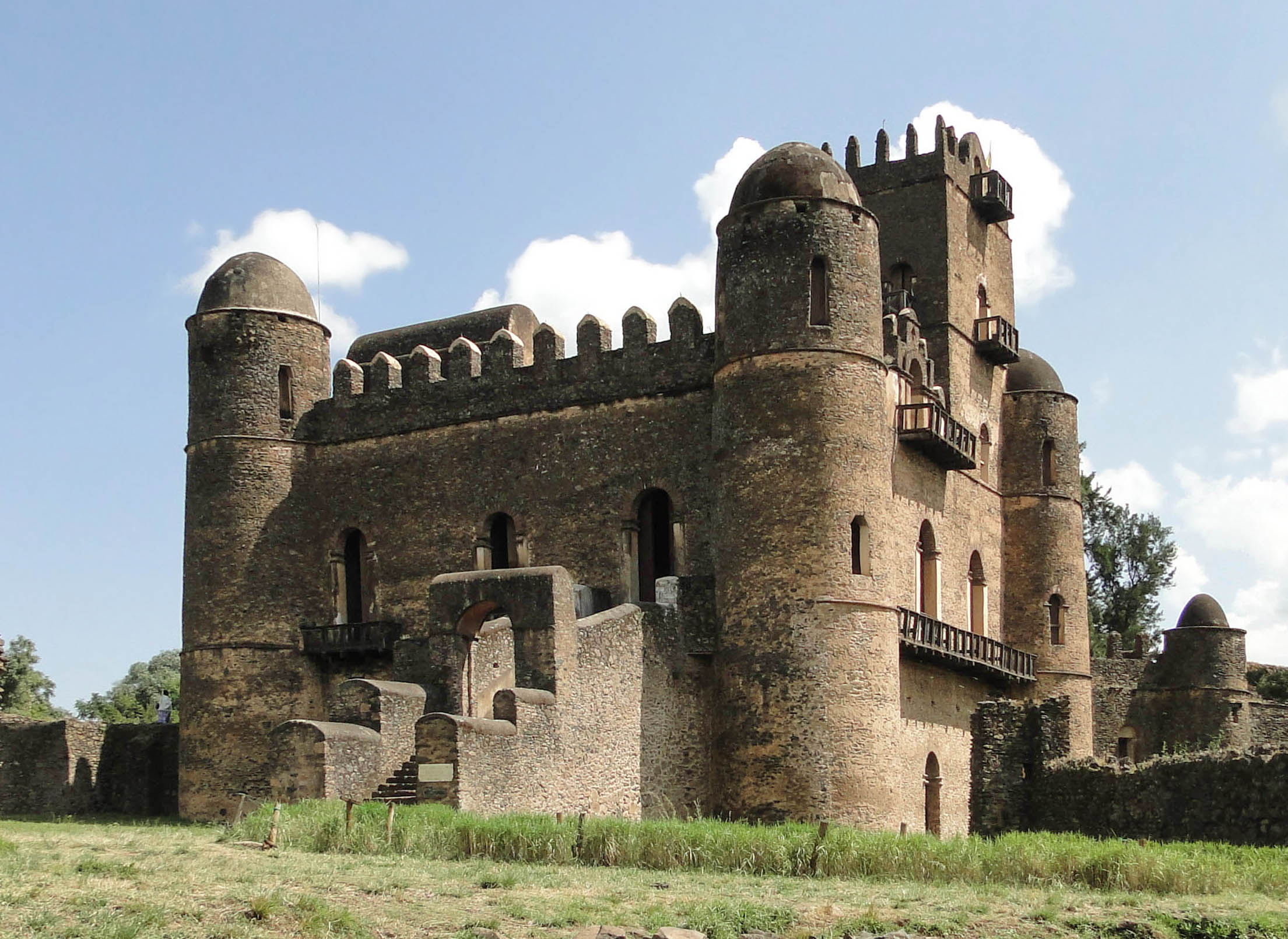
Castelo do rei Fasilides

No início do século XV, a Etiópia procurou realizar contatos diplomáticos com reinos europeus pela primeira vez desde os tempos de Axumita. Uma carta do Rei Henrique IV de Inglaterra ao Imperador da Abissínia ainda existe. Em 1428, o Imperador Iexaque I, da Etiópia, enviou dois emissários para Afonso V de Aragão, que enviou emissários retornando, porém estes falharam em completar a viagem de retorno. As primeiras relações contínuas com um país europeu começaram em 1508, com o Reino de Portugal, sob o Imperador Lebna Dengel, que havia acabado de herdar o trono de seu pai. Na embaixada enviada em 1515 em resposta ao envio a Portugal do embaixador etíope Mateus, seguia Francisco Álvares, que faria um relato, incluindo o testemunho de Pêro da Covilhã.
Isto provou ser um passo importante, pois quando o Império Etíope foi submetido aos ataques do General Adal e Imame, Amade ibne Ibraim Algazi, Portugal ajudou o Imperador etíope, enviando-lhe armas e quatrocentos homens, que ajudaram seu filho Gelawdewos a derrotar o inimigo e restabelecer seu governo.
Em 1624, o Imperador Susenyos converteu-se ao Catolicismo, ano de revolta e agitação civil, resultando em milhares de mortes. Os missionários jesuítas começaram a chegar na Etiópia, até que em 25 de junho de 1632, o Imperador Fasilides, filho de Susenyos, restabeleceu a Igreja Ortodoxa Etíope como a religião do Estado e expulsou os missionários jesuítas e outros europeus.

### Zemene Mesafint

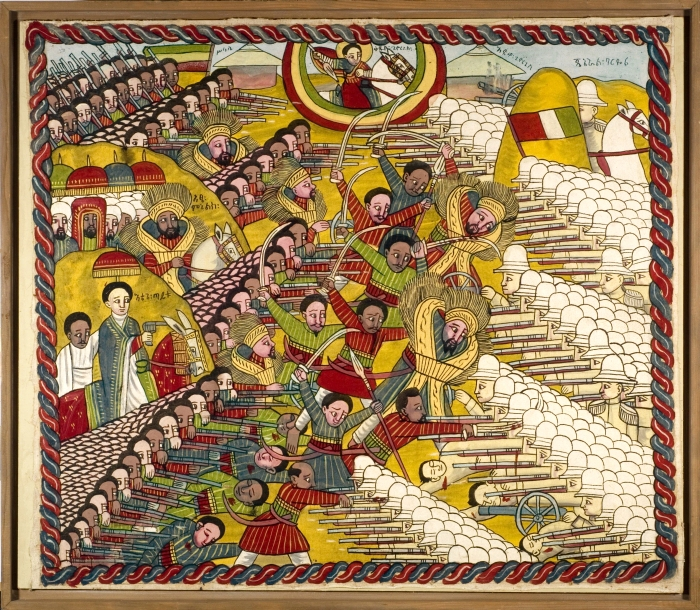
Ilustração da épica Batalha de Adwa, onde a Etiópia derrotou a Itália e se tornou o único país africano a resistir a colonização europeia de 1890–1930

Tudo isto contribuiu para o isolamento da Etiópia, de 1755 a 1855, período chamado de Zemene Mesafint ou "Idade dos Príncipes". Os imperadores tornaram-se figurativos, controlados por senhores de guerra, como Ras Miguel Seul de Tigré, e pela dinastia Oromo Yejju, que mais tarde levou ao domínio dos Gondar no século XVII, mudando o idioma da corte de amárico para afaan oromo.
O isolacionismo etíope terminou após uma missão britânica que concluiu uma aliança entre as duas nações; no entanto, não foi até 1855 que a Etiópia foi completamente unida e o poder do Imperador foi restaurado, começando com o reinado do Imperador Teodoro II. Após sua subida ao poder, apesar de ainda haverem grandes forças centrífugas, ele começou modernizando a Etiópia e recentralizando o poder no Imperador, e o país começou a tomar parte dos assuntos externos mais uma vez. Porém, o governo de Teodoro sofreu várias rebeliões. Milícias Oromos do norte etíope, rebeliões tigrínias e as constantes incursões do Império Otomano e forças egípcias próximas ao Mar Vermelho, trouxe o enfraquecimento e a consequente queda de Teodoro II, que morreu após sua última batalha com uma força expedicionária britânica. Em 1868, a Etiópia e o Egito entraram em guerra em Gura. As forças do norte etíope, lideradas pelo Imperador João IV, derrotaram os egípcios decisivamente.
Em 1889 e o início da década de 1890, Sahle Selassie, como rei de Xoa, e após o reinado de Menelique II, com a ajuda da milícia xoana oromo de Ras Gobena, começou a expandir seu reino ao sul e ao leste, expandindo dentro de áreas que ainda não haviam sido exploradas desde a invasão de Ahmed Gragn, e outras áreas que nunca estiveram sob seu governo, resultando nas fronteiras da Etiópia de hoje em dia. A Grande Fome da Eritreia que afetou o país de 1888 a 1892 reduziu cerca de um terço da população.
Os anos 1880 foram marcados pela Conferência de Berlim e pelo início da modernização da Etiópia, quando os italianos começaram a rivalizar com os britânicos por influência na região. Asseb, um porto próximo à entrada do sul do Mar Vermelho, foi comprada em março de 1870 por uma companhia italiana ao sultão afar local, vassalo do Imperador Etíope, o que levou em 1890 à formação da colônia italiana da Eritreia. Conflitos entre os dois países resultaram na Batalha de Adwa, em 1896, através da qual os etíopes derrotaram os italianos e permaneceram independentes, sob o governo de Menelique II. A Itália e a Etiópia assinaram o Tratado de Adis Abeba, garantindo a independência etíope, em 26 de outubro de 1896.

### Era Selassie (1916–1974)

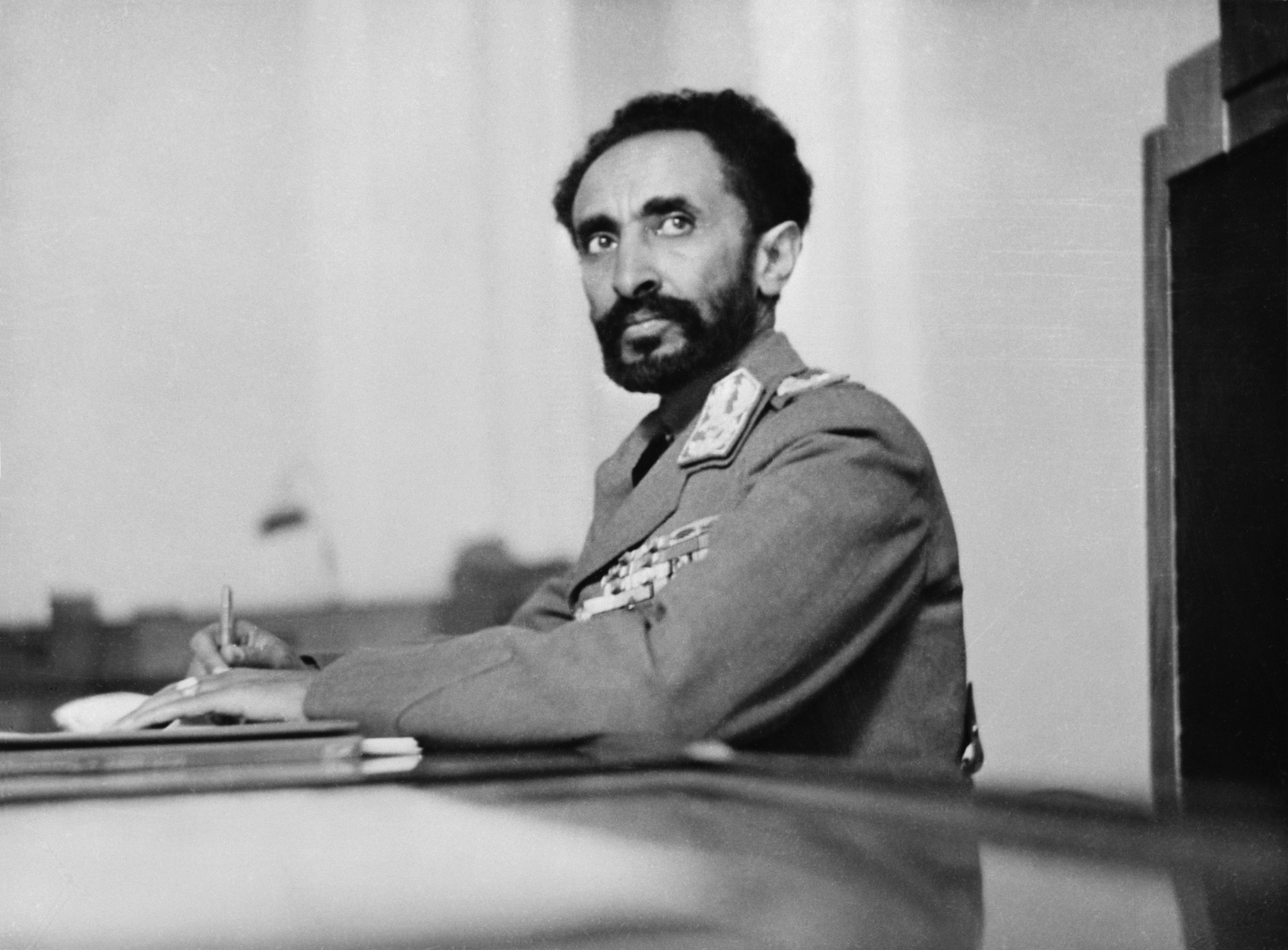
Haile Selassie em seu palácio

Haile Selassie chegou ao poder em 1916, após Josué V ser deposto, quando foi nomeado Ras e Regente (Inderase) pela Rainha Zewditu, viúva de Menelique II, de fraca saúde. Após a morte de Zewditu ele foi coroado Imperador em 2 de novembro de 1930. Tendo nascido de pais das três principais etnicidades etíopes (Oromo, Amhara e Gurage) e após ter desempenhado um papel preponderante na formação da Organização da Unidade Africana, Haile Selassie ficou conhecido como uma figura unitária tanto da Etiópia, como do continente africano. A independência da Etiópia foi interrompida pela Segunda Guerra Ítalo-Etíope e a ocupação italiana (1936–1941).
Durante a guerra, Haile Selassie apelou à Liga das Nações em 1935, fazendo um discurso que fez dele uma figura mundialmente conhecida, sendo nomeado pela revista Time como o Homem do Ano em 1935. Após a entrada da Itália na Segunda Guerra Mundial, o Império Britânico, junto a lutadores etíopes patriotas, forçou a libertação da Etiópia no curso da Campanha da África Oriental de 1941, seguida pela soberania em 31 de janeiro de 1941 e o reconhecimento britânico da soberania completa (isto é, sem privilégios especiais britânicos) com a assinatura do Acordo Anglo-Etíope em dezembro de 1944. Durante 1942 e 1943, houve uma guerra da guerrilha italiana na Etiópia. Em agosto de 1942, Haile Selassie emitiu uma proclamação proibindo a escravidão.
Em 1952, Haile Selassie orquestrou uma federação com a Eritreia, a qual viria a ser dissolvida em 1962. Esta anexação desencadeou a Guerra de Independência da Eritreia. O reinado de Selassie chegou ao fim em 1974, quando movimentos sociais levaram ao poder a FLPT (Frente de Libertação do Povo de Tigré), pondo fim à dinastia salomônica. Entretanto, este momento sem precedentes foi usurpado por uma junta militar autodenominada de Dergue, liderada por Mengistu Haile Mariam, estabelecendo um estado unipartidário.

### Era Dergue(1974–1991)

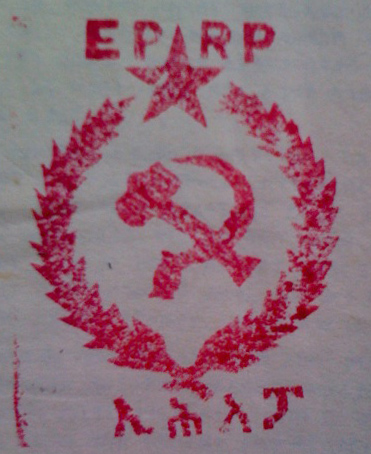
O Partido Revolucionário do Povo Etíope entrou em confronto com o Dergue durante o Terror Vermelho

Após o desaparecimento do Estado imperial, o regime desmantelou a estrutura feudal socioeconómico através de uma série de reformas que também afetou o desenvolvimento educacional. No início de 1975, o regime destacou a cerca de 60 000 alunos e professores de áreas rurais para promover o governo da "Campanha de Desenvolvimento através da cooperação". Os efeitos da campanha foram para promover a reforma agrária e melhorar a produção agrícola, saúde, e da administração local. O número de matrículas escolares aumentou de cerca de 957 300 em 1974 para cerca de 2 450 000, em 1986. Houve ainda variações entre as regiões no número de alunos matriculados. No entanto, enquanto a matrícula dos meninos mais do que duplicou, de raparigas mais do que triplicou. A taxa de alfabetização, menos de 10% durante o regime imperial, aumentou para cerca de 35% em 1981.
O regime que se seguiu sofreu vários golpes, rebeliões, secas em grande escala, e um problema de refugiados imenso. Em 1977, houve a Guerra de Ogaden, quando a Somália capturou a região de Ogaden inteira, porém a Etiópia só foi capaz de recapturar Ogaden após sérios problemas e graças a um afluxo maciço de equipamentos militares soviéticos e à presença militar de Cuba, da Alemanha Oriental e do Iémen do Sul no ano seguinte. Centenas de milhares de pessoas foram mortas como resultado do Terror Vermelho, de deportações forçadas, ou da utilização da fome como uma arma contra o governo de Mengistu.[carece de fontes?] O Terror Vermelho foi uma resposta ao que o governo chamou de "Terror Branco" — uma cadeia de eventos violentos e mortes supostamente causados pela oposição. Em 2006, após um longo julgamento, Mengistu foi considerado culpado por genocídio.
No início da década de 1980, uma série de períodos de fome atingiu a Etiópia, afetando cerca de 8 milhões de pessoas e levando um milhão à morte. Insurreições contra o governo surgiram, em particular, nas regiões do norte de Tigré e na Eritreia. Em 1989, a Frente de Libertação dos Povos Tigrínios (FLPT) fundiu-se com outros movimentos de oposição para formar a Frente Democrática Revolucionária Popular da Etiópia (FDRPE). Paralelamente, a União Soviética, sob as políticas de glasnost e perestroika, de Mikhail Gorbachev, começou a retirar-se do bloco socialista, marcando uma drástica redução na ajuda enviada por países do bloco socialista à Etiópia. Isto resultou em dificuldades econômicas ainda mais intensas e no colapso do militarismo, em face das investidas das forças das guerrilhas do norte. O colapso da URSS e dos países socialistas no Leste Europeu, durante as Revoluções de 1989, coincidiram com a paralisação da ajuda soviética à Etiópia em 1990. A visão estratégica de Mengistu rapidamente se deteriorou.
Em maio de 1991, as forças da FDRPE avançaram sobre Adis Abeba, e Mengistu exilou-se no Zimbabwe. Foi instituído um governo de transição da Etiópia, composto de um Conselho de Representantes de 87 membros e guiado por uma constituição de transição. Em junho de 1992, a Frente de Libertação de Oromo retirou-se do governo. Em março de 1993, membros da Coalização Democrática de Povos do Sul da Etiópia também se retiraram. Em 1994, uma nova constituição foi escrita, formando-se uma legislatura bicameral e um sistema judicial. A primeira eleição multipartidária teve lugar em maio de 1995, quando Meles Zenawi foi eleito primeiro-ministro e Negasso Gidada, presidente.

### República Democrática Federal (1991–presente)

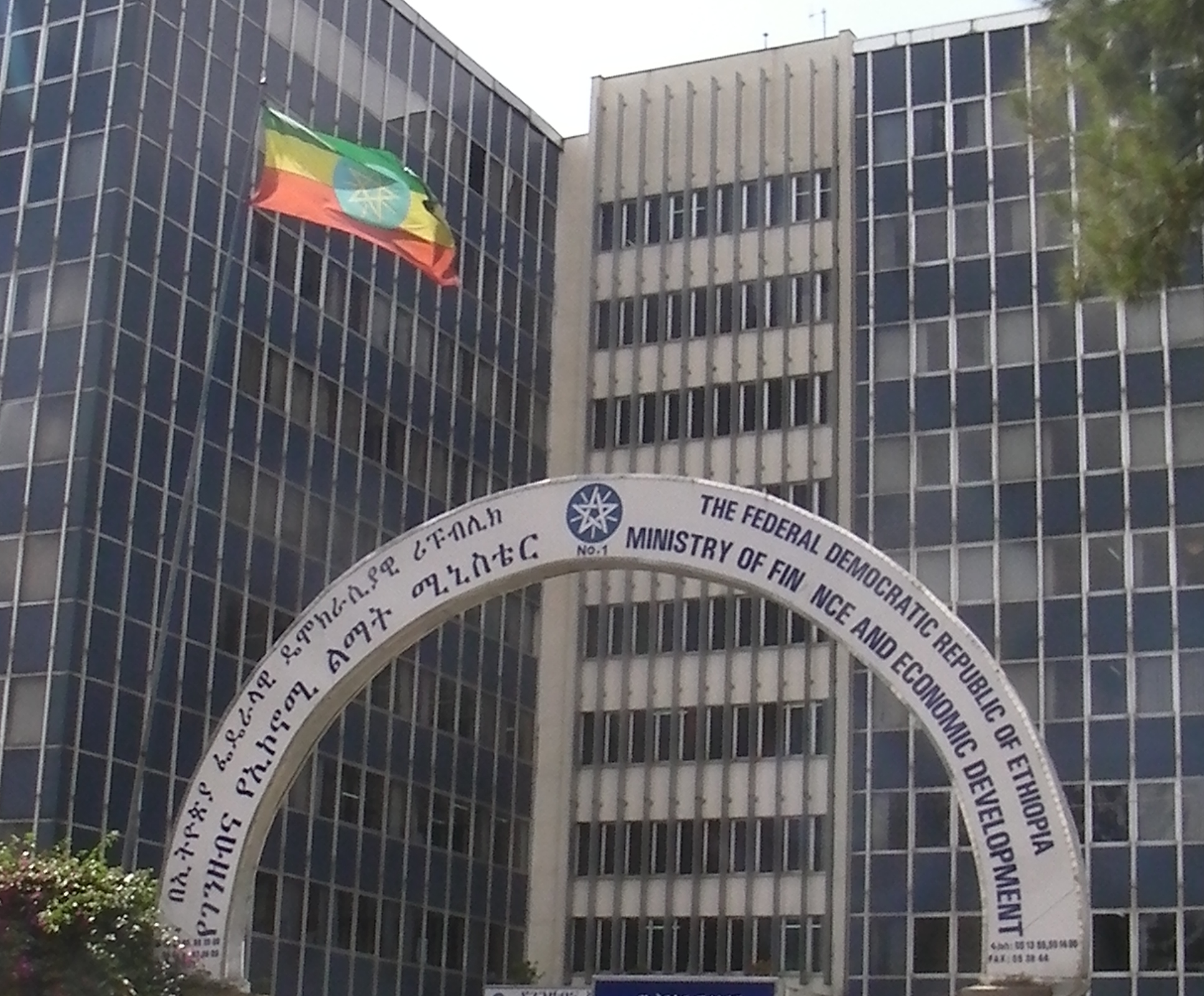
Sede do Ministério das Finanças e Desenvolvimento Econômico

Em 1993, um referendo foi feito e supervisionado pela missão das Nações Unidas chamada UNOVER, com sufrágio universal feito na Eritreia e em comunidades eritreias na diáspora, para saber se os eritreus queriam a independência ou a união com a Etiópia. Quase 99% da população eritreia votou pela independência, que foi declarada em 24 de maio de 1993.
Em 1994, uma constituição foi adotada, o que levou às primeiras eleições pluripartidárias da Etiópia no ano seguinte. Em maio de 1998, uma disputa fronteiriça com a Eritreia levou-os a uma guerra que durou até junho de 2000. Este conflito prejudicou a economia da nação, porém fortaleceu a coalizão governista. Em 15 de maio de 2005, a Etiópia realizou outras eleições pluripartidárias, que foram altamente disputadas, com um dos grupos de oposição alegando fraude. Embora o Carter Center tenha aprovado as condições de pré-eleição, foi expresso sua insatisfação com as questões pós-eleitorais.
Observadores continuaram a acusar o partido do governo de manipulação de votos. Muitos da comunidade internacional foram divididos sobre o assunto, com oficiais irlandeses acusando os observadores da eleição de corrupção de "vazamentos imprecisos da monitoração das eleições de 2005, o que levou a oposição à erroneamente crer que eles teriam forjado a vitória". Em geral, os partidos de oposição ganharam mais de 200 assentos parlamentares, comparado a apenas 12 nas eleições de 2000. Apesar de muitos representantes da oposição entrarem no parlamento, alguns líderes do partido CUD foram indevidamente presos após a violência pós-eleitoral. A Anistia Internacional considerou-os "prisioneiros de consciência" e eles foram posteriormente soltos.

## Geografia

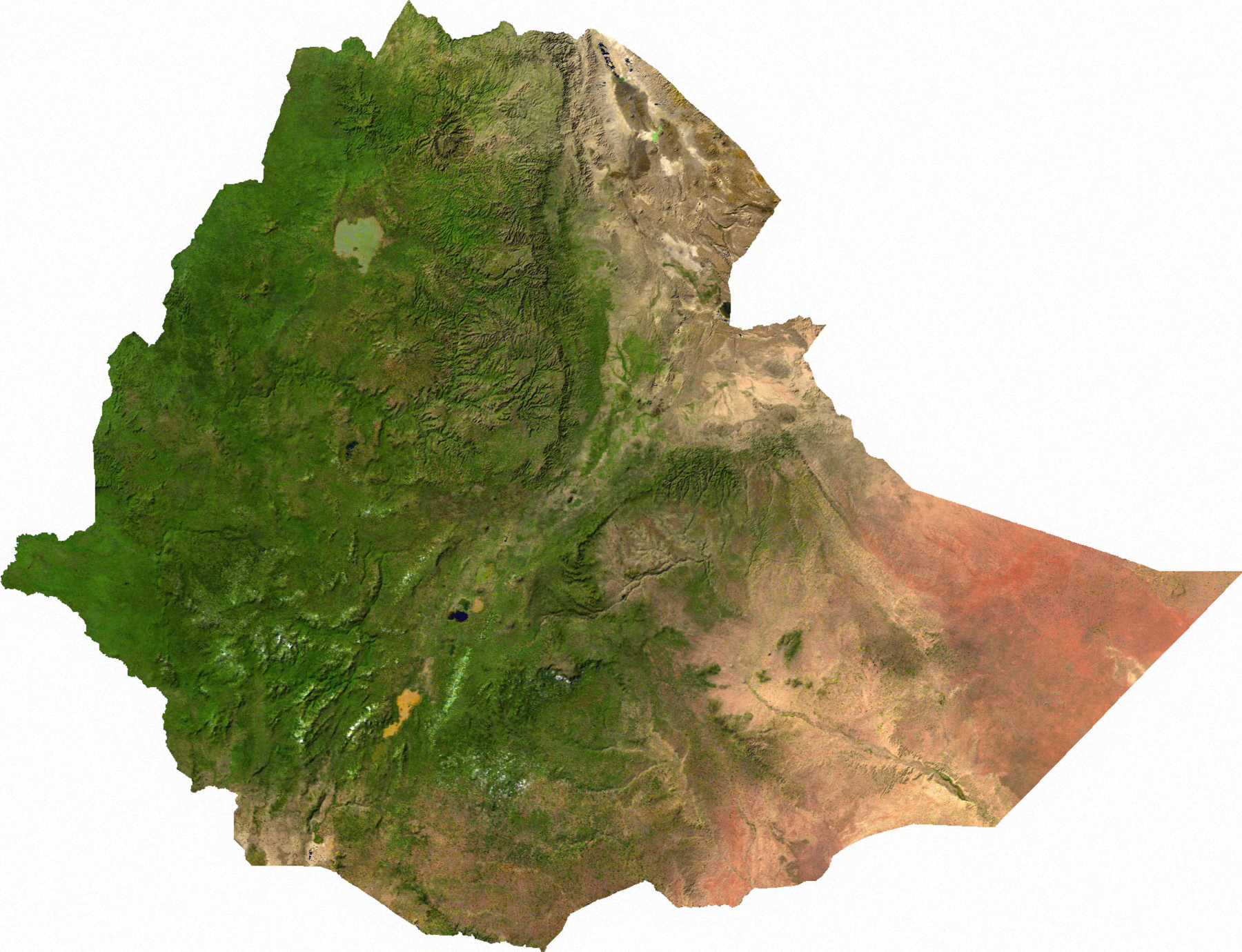
Imagem de satélite da Etiópia

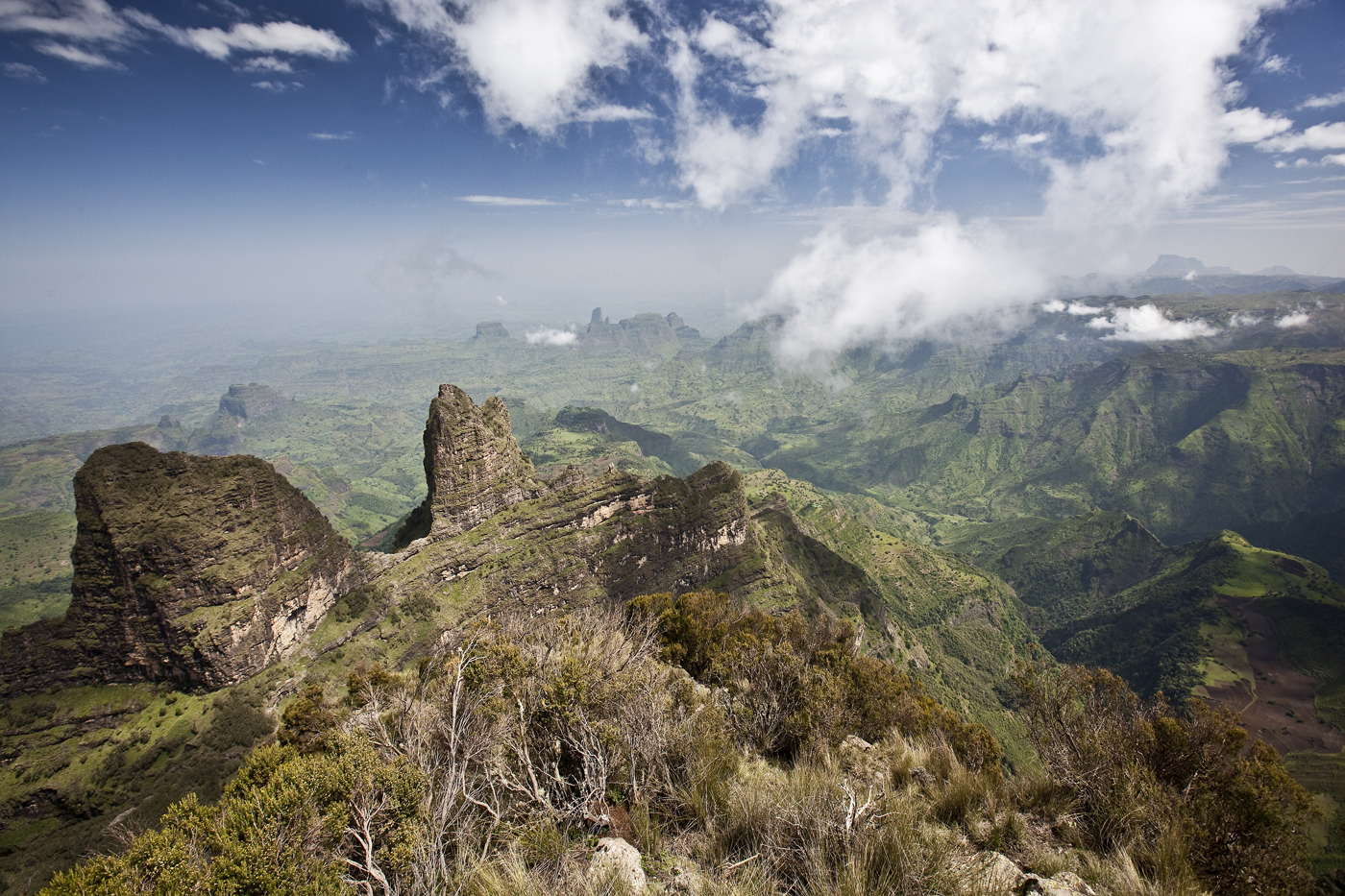
Montanhas Semien

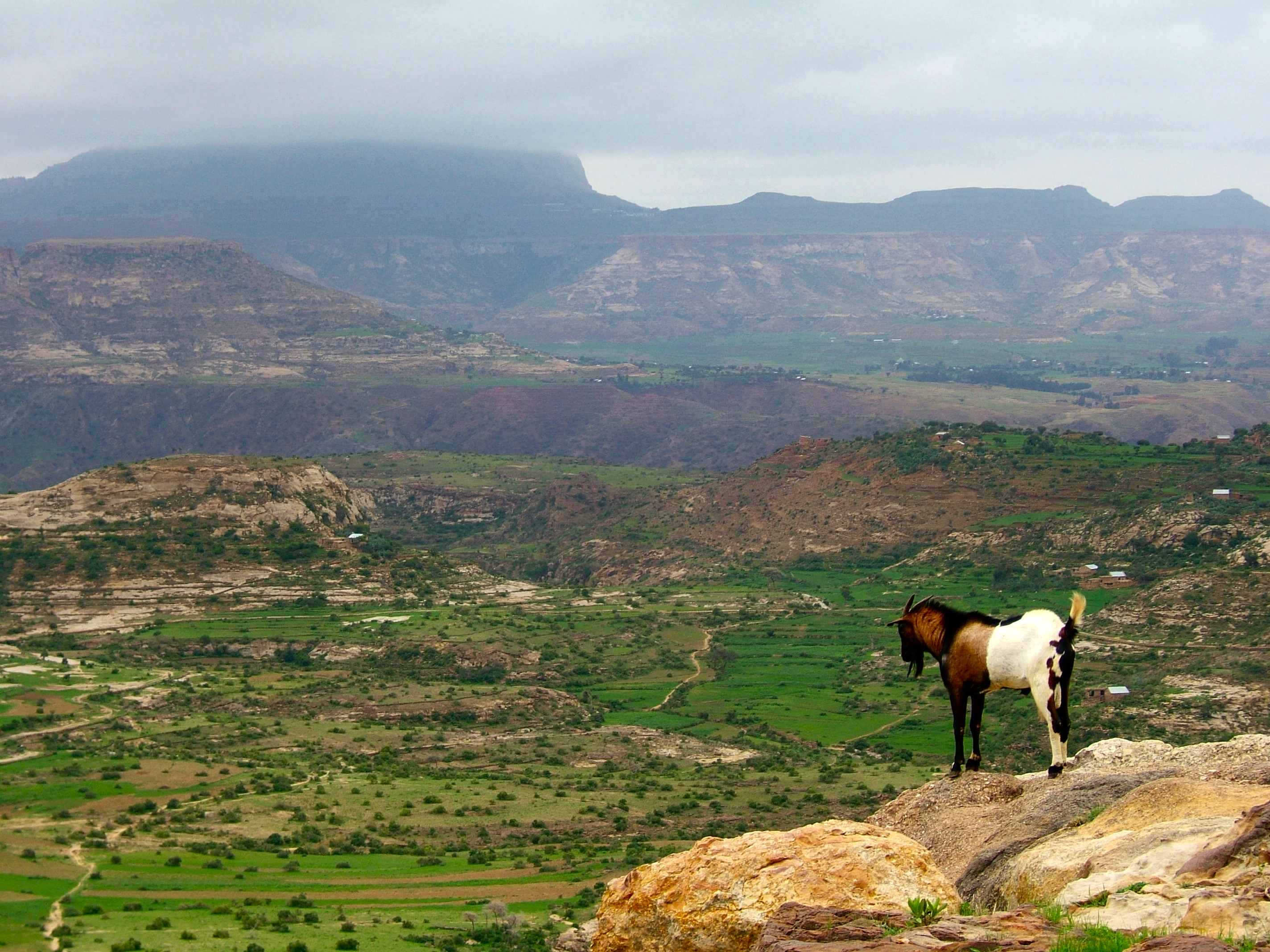
As terras altas da Etiópia, com o Ras Dashan (4 550 m), o ponto mais alto do país e o quarto mais alto do Continente Africano, ao fundo

A maior parte da Etiópia se situa no Chifre da África, que é a parte mais oriental do Continente Africano. A nação faz fronteira com o Sudão e com o Sudão do Sul a oeste, Djibuti e Eritreia a norte, Somália a leste, e Quênia a sul. O país tem um alto planalto central que varia de 1 290 a 3 000 m de altitude, com a maior montanha alcançando 4 533 m. A altitude é geralmente mais elevada pouco antes do ponto de descida do Vale do Rift que divide o planalto diagonalmente. Inúmeros rios cortam o planalto — notavelmente o Nilo Azul, que sobe o Lago Tana. O planalto gradualmente obliqua-se às planícies do Sudão e do Sudão do Sul no oeste e nos planaltos inabitados da Somália ao sudeste.
Entre o vale do Nilo Azul e a fronteira da Etiópia com a Eritreia, há uma região de elevados planaltos, onde se localizam várias cadeias de montanhas. Estes planaltos e montanhas constituem as Terras Altas da Etiópia. Em quase todos os lugares, as paredes dos planaltos têm subidas abruptas, constituindo em cadeias montanhosas. As terras altas são assim uma divisão claramente orográfica. Na Eritreia, a parede do leste deste planalto corre paralelamente de Ras Kasar (18° N) ao Mar Vermelho para a Baía de Annesley (também conhecida como Baía de Zula) (15° N). Em seguida, vira para sul na Etiópia e segue perto do Meridiano 40 E por quase 600 km. Perto do paralelo 9 N há uma ruptura na parede, por onde o Rio Awash flui em direção a leste. A cadeia neste ponto tende a seguir na direção sudoeste, enquanto ao sul do Vale Awash, que tem cerca de 1 000 m (abaixo do nível das montanhas), outro maciço nasce em uma linha direta para o sul. Neste segundo intervalo, há uma cadeia (as montanhas Ahmar) ao leste, em direção ao Golfo de Aden. As duas principais gamas orientais mantêm um curso paralelo sul-leste, com um largo vale de montanhas no meio a quase no paralelo 3 N; no exterior (a leste), as esporas do planalto ainda se mantêm ao longo do meridiano 40 E. A escarpa do sul do planalto é altamente irregular, porém tem uma direção geral a nordeste e sudeste do paralelo 6° N ao 3° N. Ele passa próximo da depressão onde fica o Lago Turkana e — a leste desse lago — a Zona Debub Omo ao sul (parte da larga Região das Nações, Nacionalidades e Povos do Sul). A parede ocidental do planalto, de 6° N a 11° N, é alvo de precipitação. Ao norte do paralelo 11° N as colinas viram-se mais para o leste e diminuem de tamanho mais gradualmente nas planícies da savana do Leste do Sudão. Em sua face norte, o planalto diminui de tamanho em terraços ao nível do leste do Sudão e Sudão do Sul.
O escarpamento oriental é o melhor definido das outras cadeias. Ele tem uma altitude média de 2 100 m a 2400 m, e em muitos lugares, a altura baixa quase perpendicularmente à planície. Fissuras estreitas e profundas, por onde descem as torrentes de montanhas que se perdem no solo arenoso da costa da Eritreia, proporcionam meios de encontrar o planalto, ou a rota mais fácil através do Vale Awash pode ser encontrada. Acima desta barreira rochosa, encontra-se subidas de paredes pouco mais altas que o planalto. Este aspecto físico das terras altas é impressionante. A porção norte, situada entre o 10° e o 15° N, consiste em uma enorme massa de rochas arqueanas com uma altitude média de 2 000 m a 2 200 m, e é inundada numa profunda depressão central pelas águas do Lago Tana. Acima do nível dos planaltos, sobem várias cadeias de montanhas irregulares e geralmente mal-definidas com altitudes médias entre 3 700 m e 4 600 m. Uma das características do país são as enormes fissuras que dividem-na, formadas com o passar do tempo pela ação erosiva da água. Elas são, de fato, os vales dos rios que, elevando-se sobre a terra firme ou nos lados das montanhas, tiveram cortados os seus caminhos em volta das planícies. Alguns dos vales são de largura considerável; em outros casos as paredes opostas dos desfiladeiros têm apenas duzentos ou trezentos metros de distância, e descem quase verticalmente milhares de metros, representando uma erosão de muitas centenas de milhares de metros cúbicos de rocha dura. Um resultado da ação da água foi a formação de inúmeras colinas isoladas achatadas ou pequenos planaltos, conhecidos como ambas, com lados quase perpendiculares.
Os picos mais altos são encontrados nas serras de Semien e Bale. As Montanhas Semien situam-se a nordeste do lago Tana e tem seu cume no pico coberto de neve Ras Dejen, que tem uma altitude de 4 550 m. Poucos quilômetros a leste a norte, respectivamente, de Ras Dejen (ou Ras Dashan), situam-se os de Montes Biuat e Abba Yared, cujos cumes têm menos de 100 m abaixo do cume de Ras Dejen. As Montanhas Bale são separadas pela maior parte das terras altas etíopes pelo Vale do Rift, um dos maiores e mais profundos abismos da Etiópia. Os picos mais altos desta serra incluem Tullu Demtu, a segunda montanha mais alta do país (4 377 m), Batu (4 307 m), Chilalo (4 036 m) e o Monte Kaka (3 820 m). Paralelamente à escarpa oriental, existem as montanhas de: Biala, 3 810 m, Monte Abuna Yosef, 4 190 m, e Kollo, 4 300 m, o último situando-se a sudoeste de Magdala. Entre o Lago Tana e as colinas do leste, há os Montes Guna, 4 210 m, e Uara Sahia, 3960 m. Nas Montanhas Choqa de Misraq Gojjam, o Monte Choqa (também conhecido como Monte Birã) tem uma altitude de 4 154 m. Abaixo do paralelo 10 N, a porção sul das terras altas tem os planaltos mais abertos que a porção norte e picos menos elevados. Embora existam altitudes entre 3 000 m e 4 000 m, a maioria não excede aos 2 400 m. Uma característica geral das regiões do sul que é comum às do norte são os planaltos montanhosos muito quebrados.

### Clima e biodiversidade

Etiópia de acordo com a classificação climática de Köppen-Geiger

O clima é temperado no planalto e quente na planície. Em Adis Abeba, que chega a altitudes de 2200 a 2 600 m, a temperatura máxima é de 26 ℃ e a mínima 4 ℃. O clima é geralmente seco e ensolarado, porém há chuvas, que ocorrem de modo mais ameno (belg) nos meses de fevereiro e abril e de modo mais intenso (meher) de meados de junho a meados de setembro.
A altitude e localização geográfica produzem três zonas climáticas: a zona fria, acima dos 2 400 m, onde as temperaturas variam de 0 °C a 16 °C; a zona temperada, nas altitudes de 1 500 m a 2 400 m, com temperaturas de 16 °C a 30 °C; e a zona quente, abaixo dos 1 500 m, com condições tropicais e áridas e temperaturas diurnas de 27 °C a 50 °C. A orografia da Etiópia varia desde diversas cadeias de montanhas altas (as Montanhas Semien e as Montanhas Bale) a uma das regiões mais baixas da África, a Depressão de Danakil. A estação chuvosa normal é em meados de junho e meados de setembro (sendo maior nos planaltos do sul), precedido por chuvas intermitentes de fevereiro a março; o restante do ano é, geralmente, seco.
A Etiópia é um país ecologicamente diversificado, que vai desde desertos ao longo da fronteira oriental às florestas tropicais no sul e ao extenso Afromontane nas partes norte e sudoeste. O Lago Tana, ao norte, é a fonte do Nilo Azul. O país tem um grande número de espécies endêmicas, notavelmente o babuíno-gelada e o lobo-etíope. A planta do café é originária das terras altas do país. A ampla gama de diversidade de altitudes deu, ao país, uma variedade de áreas distintas ecologicamente, ajudando a estimular a evolução de espécies endêmicas por isolamento ecológico.

### Hidrografia

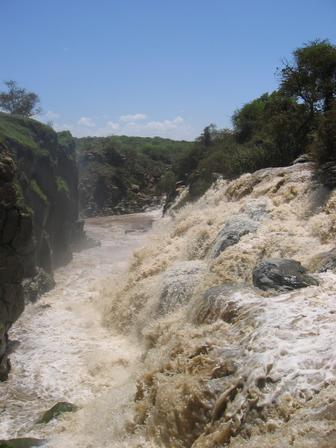
O Vale Inferior do Awash, importante rio do país, que contém um dos agrupamentos mais importantes de locais paleontológicos no Continente Africano

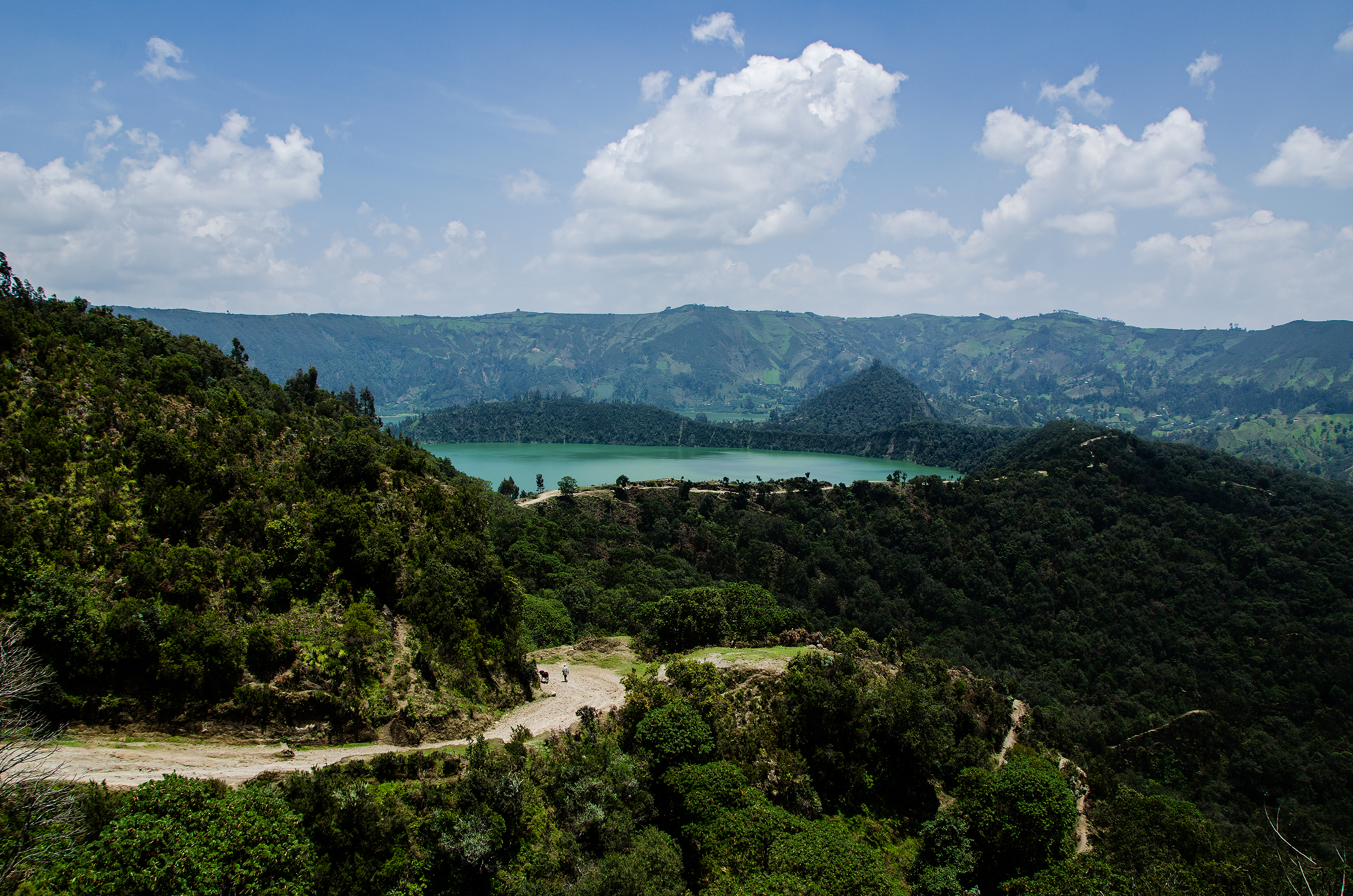
Lago Wonchi

A maioria dos planaltos da Etiópia têm uma inclinação que desce na direção noroeste, de modo que quase todos os rios fluam nesta direção ao rio Nilo, compreendendo cerca de 85% da água do país. Tais como o Rio Tekezé ao norte, o Abay no centro, e o Sobat ao sul, cerca de quatro quintos de todo o esgoto do país é descarregado nestas três artérias. O restante é levado pelo Awash, que corre no distrito de salinas lacustres ao longo da fronteira com Djibuti; pelo rio Shebelle e Jubba, que fluem a sudeste através da Somália (embora o Shebelle não consiga chegar ao Oceano Índico; e pelo Omo, o principal distribuidor de águas da bacia endorreica do Lago Turkana.
O Rio Tekezé, que é, na verdade, o curso superior do Rio Atbarah, tem suas nascentes no planalto central, e quedas de cerca de 2 100 m a 750 m. A enorme fenda através da qual ele flui para o oeste e norte, forma parte da fronteira com a Eritreia, e percorre seu caminho a oeste novamente aos terraços ocidentais, onde ele passa pelo Sudão. Durante as chuvas, o Tekezé (i.e. "Terrível") aumenta cerca de 5 m acima do seu nível habitual, e nesta época, forma uma barreira intransponível entre as regiões do norte e central. No seu baixo curso, o rio é conhecido pelo nome árabe Setite. No Sudão, o Setite é unido (nas coordenadas 14°20′N 35°51′E, 14,333°N 35,85°E) ao Atbarah, um rio formado por várias correntes que sobem as montanhas a oeste e noroeste do lago Tana. O Rio Marebe, que forma parte da fronteira com a Eritreia, é o mais setentrional dos rios de planalto que fluem em direção ao vale do Nilo. Sua nascente flui em direção ao escarpamento do leste por 80 km da baía Annesley no mar Vermelho. Ele atinge as planícies do Sudão próximas a Cassala, além de suas águas serem dissipadas no solo arenoso. O Marebe é drenado por grande parte do ano, porém como o Takazze, está sujeito a cheias repentinas durante a temporada chuvosa. Apenas a margem esquerda no curso superior do rio é território etíope.
O Abay — que é o curso superior do Nilo Azul — tem sua fonte próxima ao Monte Denguiza nas montanhas Choqa (localizadas a cerca de 11°0′N 37°0′E), e flui primeiramente por 110 km (68,4 mi) próximo ao monte devido à margem norte e sul do Lago Tana. Tana, que mede de 750 m a 1 000 m abaixo do nível normal do planalto, tem o aspecto físico de uma cratera inundada. Ele tem uma área de cerca de 2 800 km², e uma profundidade, em algumas partes, de 75 m. No canto sudeste, a borda da cratera é aberta por uma fenda profunda através da qual o Abay escapa, e lá faz uma grande curva semicircular, similar à do Tekezé, porém na direção inversa — leste, sul e noroeste — até as planícies de Sennar, onde recebe o nome de Bahr-el-Azrak ou Nilo Azul. O Abay tem muitos afluentes. Destes, o Bashilo nasce próximo a Magdala e seca a leste de Amhara; o Jamma nasce próximo a Ankober e seca ao norte de Xoa; o Muger nasce próximo a Addis Ababa e seca a sudoeste de Shoa; o Didessa, o maior afluente de Abay, nasce nas colinas de Cafa e tem um curso sul-norte; o Dabus nasce próximo à borda ocidental do escarpamento do planalto. Todos eles são rios perenes. Os afluentes da margem direita fluem, principalmente, no lado ocidental do planalto, tem declives acentuados e são geralmente de caráter torrencial. O Belassa, no entanto, é perene, e o Rahad e Dinder são rios importantes em épocas de cheia.
Nas montanhas e planaltos de Gambela e Cafa, situadas à sudoeste da Etiópia, nascem os rios Baro, Gelo, Akobo e outros afluentes do afluente Sobat do rio Nilo. Akobo, localizado em cerca das coordenadas 7°47′N 33°3′E / 7,783°N 33,05°E / 7,783; 33,05, junta-se ao Pibor que, localizado em cerca de 8°30′N 33°20′E / 8,5°N 33,333°E / 8,5; 33,333, une-se ao rio Baro, o rio abaixo da confluência, que recebe o nome de Sobat. Estes rios descendem de grandes quedas da água de montanhas e, assim como outras correntes etíopes, são navegáveis em seus cursos superiores. O Baro, ao alcançar a planície torna-se, no entanto, uma corrente navegável, proporcionando uma via marítima aberta para o Nilo. Baro, Pibor e Akobo formam por 400 km (249 mi) as fronteiras do oeste e sudoeste da Etiópia.
O principal rio da Etiópia que flui na direção leste é o rio Awash (por vezes chamado de Awasi), que nasce nas terras altas xoanas e perfaz uma curva semicircular a sudeste e a nordeste. Ele alcança a Depressão de Afar através de uma grande fenda na escarpa oriental do planalto, além do qual ele é unido na sua margem esquerda por seu principal afluente, o Germama (ou Kasam), e depois, volta em direção ao Golfo de Tadjoura. Lá, o Awash segue um fluxo de 60 km de comprimento e 1,2 m de largura, mesmo na época de seca; durante as cheias, o rio alcança uma altitude de 15 m a 20 m, inundando assim as planícies por muitos quilômetros ao longo de ambas as margens. Ele ainda não alcança o litoral, e após um curso sinuoso de cerca de 800 km, passa (em sua parte inferior) através de uma série de badds (lagoas) até o Lago Abhe Bad (ou Abhe Bid) na fronteira com o Djibouti e cerca de 100 km a 110 km da parte superior do Golfo de Tadjoura. Neste lago, o rio se perde. Este fenômeno notável é explicado pela posição do Abhe Bad no centro de uma depressão com salinas lacustres a vários metros abaixo do nível do mar. Enquanto a maioria das outras lagoas são altamente salinizadas, com incrustações de sal rodeando suas margens, Abhe Bad permanece fresco durante todo o ano, devido à grande massa de água lançada pelo Awash.

## Demografia
A população da Etiópia cresceu de 33,5 milhões em 1983 para 87,9 milhões em 2014. A população do país era apenas cerca de 9 milhões no século XIX. Os resultados do Censo de População e Habitação de 2007 mostram que a população etíope cresceu a uma taxa média anual de 2,6% entre 1994 e 2007, ante 2,8% no período de 1983 a 1994. Atualmente, a taxa de crescimento da população está entre as dez maiores do mundo. Prevê-se que a população cresça para mais de 210 milhões até 2060, o que seria um aumento em relação às estimativas de 2011 por um fator de cerca de 2,5.
A população do país é altamente diversificada, contendo mais de 80 grupos étnicos diferentes. De acordo com o censo nacional etíope de 2007, os oromos são o maior grupo étnico da Etiópia, com 34,4% da população do país. Os amaras representa 27,0% dos habitantes do país, enquanto somalis e tigrínios representam 6,22% e 6,08% da população, respectivamente. Outros grupos étnicos proeminentes são os seguintes: sidamas 4,00%, gurages 2,52%, welaytas 2,27%, afares 1,73%, hadiyas 1,72%, gamos 1,49% e outros 12,6%. As comunidades de falantes de línguas afro-asiáticas compõem a maioria da população. Entre estes, os falantes semíticos geralmente se referem coletivamente como os povos habesha. A forma árabe deste termo (al-Ḥabasha) é a base etimológica de "Abissínia", o antigo nome da Etiópia em várias línguas europeias.
Em 2009, a Etiópia acolheu uma população de refugiados e requerentes de asilo com aproximadamente 135 200. A maioria dessa população veio da Somália (aproximadamente 64 300 pessoas), Eritréia (41 700) e Sudão (25 900). O governo etíope exigiu que quase todos os refugiados vivessem em campos de refugiados.

### Idiomas

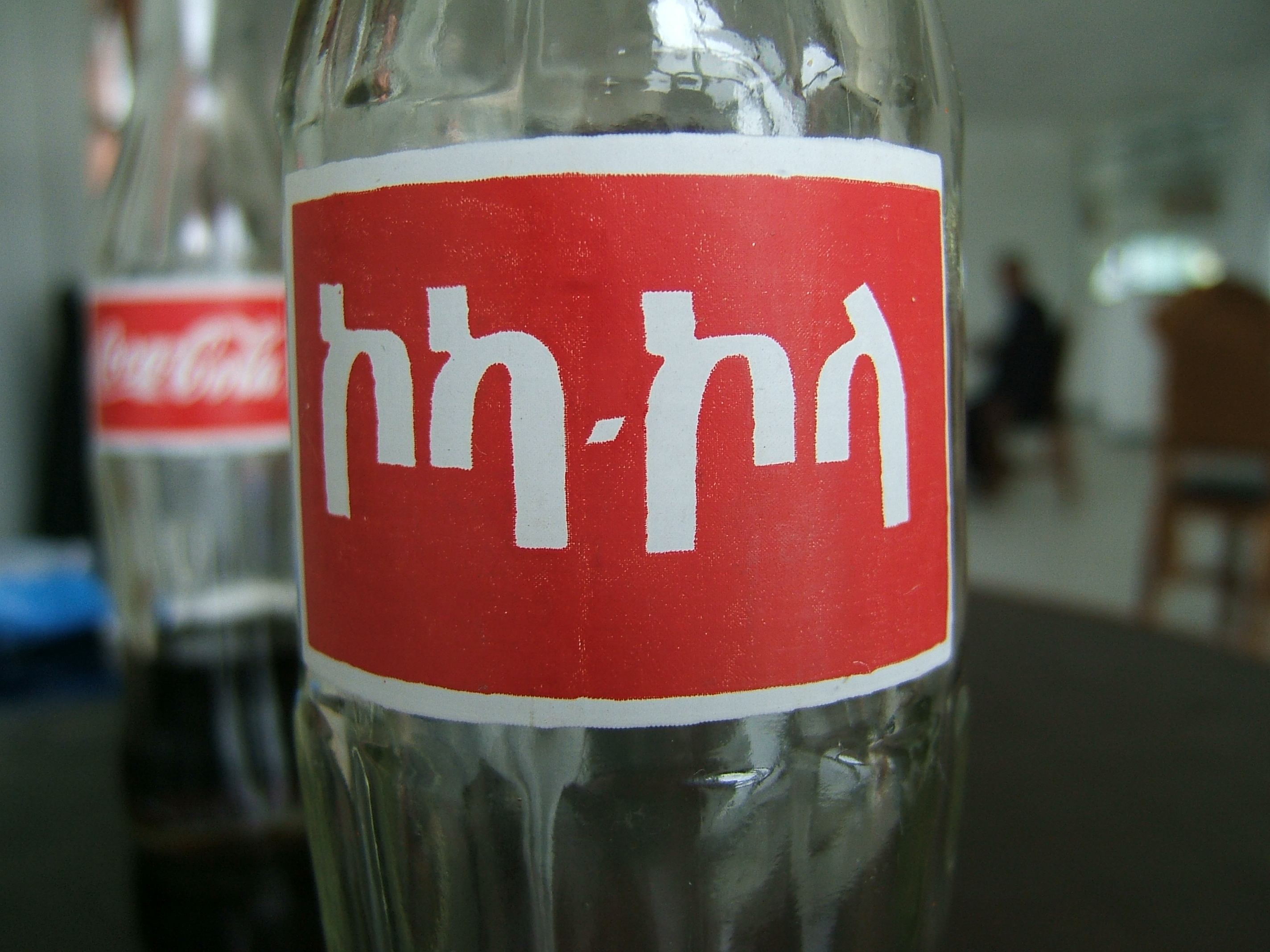
Língua amárica em uma garrafa de Coca-Cola

De acordo com o Ethnologue, existem noventa línguas individuais faladas na Etiópia. A maioria das pessoas no país fala línguas afro-asiáticas dos ramos cuchítica ou semítica. O primeiro inclui a língua oromo, falado pelos oromas, e o somali, falado pelos somalis; o último inclui amárico, falado pelos amaras, e o tigrínio, falado pelos tigrínios. Juntos, esses quatro grupos representam cerca de três quartos da população da Etiópia. Outras línguas afro-asiáticas com um número significativo de falantes incluem as línguas cuxíticas sidamo, afar, hadia e agau, bem como as línguas semíticas gurage, harari, silt'e e argobba. O árabe, que também pertence à família afro-asiática, também é falado em algumas áreas.
Além disso, as línguas omóticas são faladas pelos grupos minoritários étnicos omoticos que habitam as regiões do sul. Entre estes idiomas estão aari, bench, dime, dizin, gamo-gofa-dawro, maale, hamer e wolaytta. ] As línguas nilo-saarianas também são faladas por minorias étnicas concentradas na parte sudoeste do país. Essas línguas incluem nuer, anuak, nyangatom, majang, suri, me'en e mursi.
O inglês é a língua estrangeira mais falada e é o meio de ensino nas escolas secundárias. O amárico era o idioma da instrução do ensino primário, mas foi substituído em muitas áreas por línguas regionais como oromifa, somali ou tigrínio. Embora todas as línguas gozem de reconhecimento oficial na Constituição de Etiópia de 1995, o amárico é reconhecido como a língua de trabalho oficial do Governo Federal. As várias regiões da Etiópia e as cidades fretadas são livres para determinar as suas próprias línguas de trabalho.

### Religiões

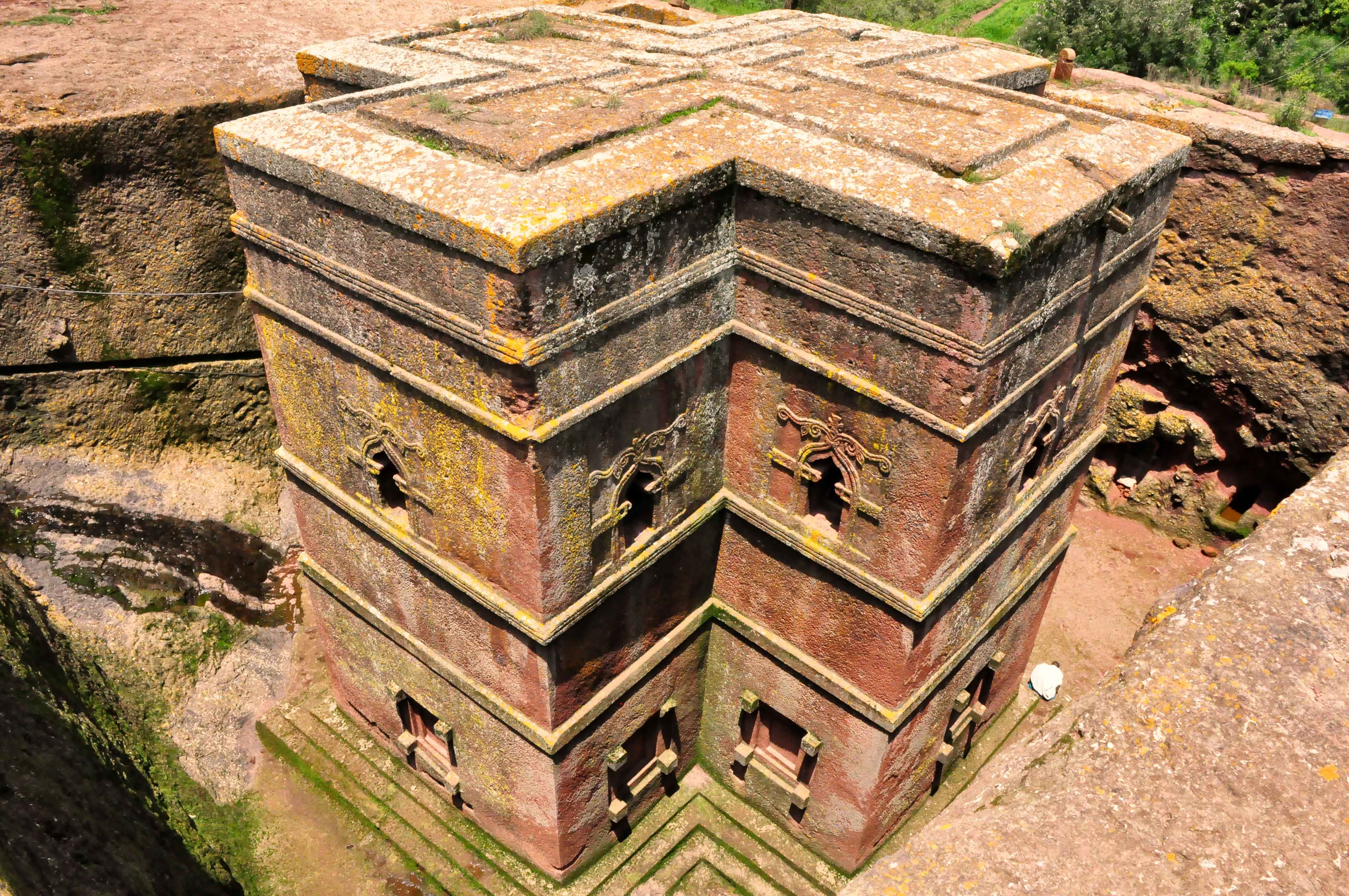
Igreja de São Jorge, uma das Igrejas Escavadas na Rocha em Lalibela, um Patrimônio Mundial pela UNESCO

A Etiópia tem laços históricos próximos com as três principais religiões abraâmicas do mundo. No século IV, a região foi uma das primeiras no mundo a adotar o cristianismo como a religião oficial. Como resultado das resoluções do Concílio de Calcedônia, em 451, os miafisistas, que incluíam a grande maioria dos cristãos no Egito e na Etiópia, foram acusados de monofisismo e designados como hereges sob o nome comum do cristianismo copta (ver Ortodoxia Oriental). Apesar de não ser uma religião oficial, a Igreja Ortodoxa Etíope continua a ser a maior denominação cristã. Há também um número substancial de muçulmanos, representando cerca de um terço da população. Além disso, a Etiópia é o local da primeira hégira, uma grande emigração na história islâmica. Uma cidade na região de Tigré, Negash, é o assentamento muçulmano mais antigo da África. Até a década de 1980, uma população substancial de Beta Israel (judeus etíopes) residia na Etiópia.
De acordo com o Censo Nacional de 2007, os cristãos representam 62,8% da população do país (43,5% de ortodoxos etíopes, 19,3% de outras denominações), muçulmanos são 33,9%, praticantes de religiões tradicionais são 2,6% e outras religiões representam 0,6%. Isto está de acordo com o CIA World Factbook, que afirma que o cristianismo é a religião mais praticada na Etiópia. A proporção entre a população cristã e a população muçulmana manteve-se em grande parte estável quando comparada aos censos anteriores realizados há décadas. Os sunitas formam a maioria dos muçulmanos, sendo que os muçulmanos não denominacionais são o segundo maior grupo de islâmicos, e os xiitas e os ahmaditas são uma minoria. Os sunitas são em grande parte chafeíta ou salafistas. Também há muitos muçulmanos sufistas no país. A grande população muçulmana na região do norte de Afar resultou em um movimento separatista muçulmano chamado "Estado Islâmico da Afaria", que busca uma constituição compatível com a charia.

## Governo e política
A República Federal Democrática da Etiópia foi proclamada em 1995 por uma Assembleia Constitutiva eleita em 1994. Em eleições gerais, Meles Zenawi foi constitucionalmente proclamado primeiro-ministro.
O sistema de governo baseia-se na repartição do poder entre dez regiões administrativas, delimitadas segundo critérios étnicos, e um Parlamento forte, integrado por uma câmara baixa com 548 representantes (Conselho de Representantes do Povo) e pelo Senado com 108 assentos (Conselho Federal). Os representantes do povo são eleitos por voto popular direto, enquanto os senadores são designados pelas regiões administrativas.
O Presidente da República exerce funções mais protocolares, sendo designado por ambas as casas do Parlamento. O atual ocupante do cargo é Sahle-Work Zewde, a primeira mulher presidente do país. O Chefe de Governo e mandatário de fato, igualmente designado pelo Parlamento, é o Primeiro-Ministro, atualmente Abiy Ahmed. O Governo é dominado pela Frente Democrática Revolucionária Popular da Etiópia (EPRDF), coalizão de grupos rebeldes que assumiu o poder em 1991, após longo período de conflitos internos.
A Constituição, promulgada em agosto de 1995, formalizou o atual sistema de "federalismo étnico", concedendo, em teoria, ampla autonomia às regiões administrativas, inclusive o direito de votar pela secessão. Na prática, as regiões estão fortemente submetidas ao controle financeiro do governo central. A importância da Etiópia no contexto da África cresce em razão de sua capital constituir a sede da União Africana, órgão regional que sucedeu, em 2001, à Organização da Unidade Africana, igualmente instalada em Adis Abeba, em 1961. Na capital etíope, também se encontra a Comissão Econômica para a África e estão instaladas mais de 70 representações diplomáticas de países de todos os continentes. A Etiópia integra o COMESA – Mercado Comum da África Austral e Oriental, bem como a IGAD – Autoridade Intergovernamental para o Desenvolvimento.
Secas periódicas assolam o país, mas dois terços das terras são férteis e a região tem muitos lagos. Cereais e café são as culturas predominantes. Ainda hoje o país sofre as consequências da longa guerra civil iniciada na década de 1960. Na década de 1980, o país é assolado por uma grande fome, provocada pela seca e pela guerrilha da província separatista da Eritreia (ex-província etíope), que conquista sua independência nos anos 1990, fechando o acesso da Etiópia ao Mar Vermelho. Em julho de 1977, a Etiópia é invadida pela Somália, que defende o separatismo de comunidades somalis no Deserto de Ogaden ou Ogadén.

## Subdivisões
Antes de 1996, a Etiópia era dividida em 13 províncias, muitas derivadas de regiões históricas. O país agora tem um sistema de governo que consiste em um governo federal dividido conforme a etnicidade das regiões em: estados, zonas, distritos (woredas), e bairros (kebele).
A Etiópia é dividida em dez estados administrativos baseados etnicamente (kililoch, sing. kilil) e subdividido em 68 zonas e duas cidades com status especial (astedader akababiwoch, sing. astedader akababi): Adis Abeba e Dire Dawa. A nação ainda é subdividida em 550 woredas e várias woredas especiais. A Constituição atribui poder extensivo aos estados regionais, dando-lhes o direito de estabelecer seus próprios governos e democracias. As dez regiões e duas cidades com status especial são:
|                                                                                     |                                                  | Estado                            | Capital | Território (km²) | Habitantes |
| ----------------------------------------------------------------------------------- | ------------------------------------------------ | --------------------------------- | ------- | ---------------- | ---------- |
| 1                                                                                   | Adis Abeba *                                     | Adis Abeba *                      | 530,14  | 3 384 569        |            |
| 2                                                                                   | Afar                                             | Semera                            | 96 707  | 1 389 004        |            |
| 3                                                                                   | Amhara                                           | Bahir Dar                         | 156 960 | 18 185 502       |            |
| 4                                                                                   | Benishangul-Gumaz                                | Asosa                             | 50 248  | 523 000          |            |
| 5                                                                                   | Dire Dawa *                                      | Dire Dawa *                       | 134     | 607 321          |            |
| 6                                                                                   | Gambela                                          | Gambela                           | 25 802  | 247 000          |            |
| 7                                                                                   | Harari                                           | Harar                             | 374     | 196 000          |            |
| 8                                                                                   | Oromia                                           | de jure: Finfinne de facto: Adama | 353 632 | 26 553 000       |            |
| 9                                                                                   | Região de Sidama                                 | Awasa                             | 6 000   | 4 200 000        |            |
| 10                                                                                  | Somali                                           | Djidjiga                          | 279 252 | 4 329 000        |            |
| 11                                                                                  | Região das Nações, Nacionalidades e Povos do Sul | Awasa                             | 112 343 | 15 042 531       |            |
| 12                                                                                  | Tigré                                            | Mek'ele                           | 50 078  | 4 334 996        |            |
| * Cidades com status especial (astedader akababiwach, singular — astedader akabibi) |                                                  |                                   |         |                  |            |

## Economia

Principais produtos de exportação da Etiópia em 2019

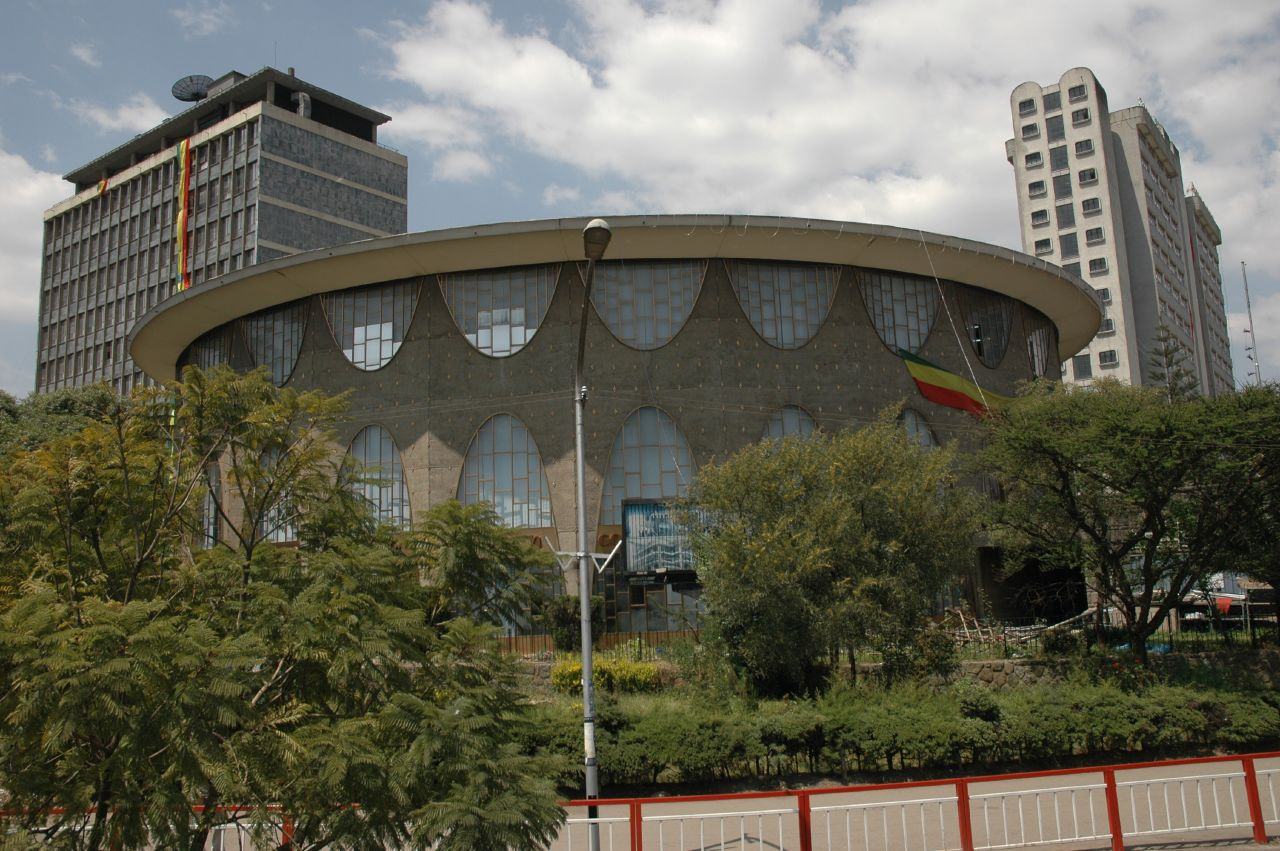
Banco Comercial da Etiópia em Adis Abeba

Aproximadamente 80% da população sobrevive da agricultura, que é a espinha dorsal da economia etíope, respondendo por cerca de 90% do PIB. Em 2019, o país era um dos 10 maiores produtores do mundo de café, gergelim, grão-de-bico, linho, sorgo, batata-doce e inhame, além de ter grandes produções de milho, trigo, cevada, cana de açúcar, ervilha e lentilha, entre outros produtos. As maiores exportações de produtos agropecuários processados do país em termos de valor, em 2019, foram: café (U$ 750 milhões), gergelim (U$ 307 milhões), carne de cabra (U$ 144 milhões), feijão (U$ 80 milhões), amendoim (U$ 56 milhões), soja (U$ 56 milhões), sementes oleaginosas (U$ 28 milhões), grão-de-bico (U$ 18 milhões) e carne bovina (U$ 14 milhões), entre outros. Outros produtos agrícolas importantes são: flores, cana-de-açúcar, forragem para animais, e uma planta conhecida por khat, que possui propriedades psicotrópicas quando mascada. Outros produtos agrícolas importantes são cereais: trigo, milho, sorgo, cevada e o teff, cereal nativo que constitui a base da alimentação no país. As condições naturais são favoráveis à agricultura, mas as técnicas agrícolas são arcaicas e, portanto, a produção se limita ao nível de subsistência.
A economia etíope é eminentemente agrícola e encontra-se entre as mais atrasadas do mundo. Como ocorre com a maior parte dos países africanos, a Etiópia tem, no subdesenvolvimento e na fome, seus maiores problemas. As secas periódicas, a erosão e o esgotamento do solo, o desmatamento, a alta densidade populacional e a infraestrutura precária tornam difícil o abastecimento satisfatório dos mercados. Os camponeses foram reunidos nas cooperativas e granjas do Estado, mas essas medidas oficiais, destinadas a melhorar a produção agrícola, tiveram pouco êxito. A pesca, a pecuária e as atividades extrativas também apresentam problemas relacionados com métodos ainda rudimentares de produção. Em 2019, a pecuária do país tinha como destaques a produção de 391 000 toneladas de carne bovina, 96 000 toneladas de carne de cabra e 3,3 bilhão de litros de leite de vaca, entre outros. Na mineração, o país é um dos 6 maiores produtores do mundo de carbonato de sódio e tântalo, além de produzir opala e ouro. Na indústria, a Etiópia tinha a 87ª mais valiosa do mundo (US$ 5,3 bilhões) em 2019, de acordo com o Banco Mundial. O país produziu 1,4 bilhão de litros de cerveja em 2018, estando entre os 40 maiores produtores mundiais. O setor industrial (alimentos, couro, calçados, produtos têxteis, metalúrgicos e químicos) é incipiente. O governo incentivou também o turismo. Para isso melhorou os parques nacionais e a infraestrutura hoteleira. Metade da população sofre de subnutrição crônica.
Segundo o Fundo Monetário Internacional (FMI), a Etiópia é um dos países que apresenta mais rápido crescimento econômico no mundo, registrando mais de 10% de crescimento entre 2004 e 2009. Em 2012, entretanto, o crescimento desacelerou moderadamente, registrando 7% de crescimento. Projeta-se que sua economia deverá crescer em média, 6,5% nos próximos anos, refletindo o enfraquecimento da procura externa e um ambiente cada vez mais restrito para investimentos do setor privado no país. O desempenho econômico e o considerável desenvolvimento da Etiópia enfrentaram ameaças entre 2008 e 2011, com o surgimento de desafios macroeconômicos e a alta inflação, gerando um difícil equilíbrio financeiro no país. A inflação atingiu 40% em agosto de 2011, por causa da política monetária frágil, aumento de salários de cargos públicos, e elevados preços dos alimentos. Em 2012, a inflação foi registrada em 22%.

## Infraestrutura

### Transportes

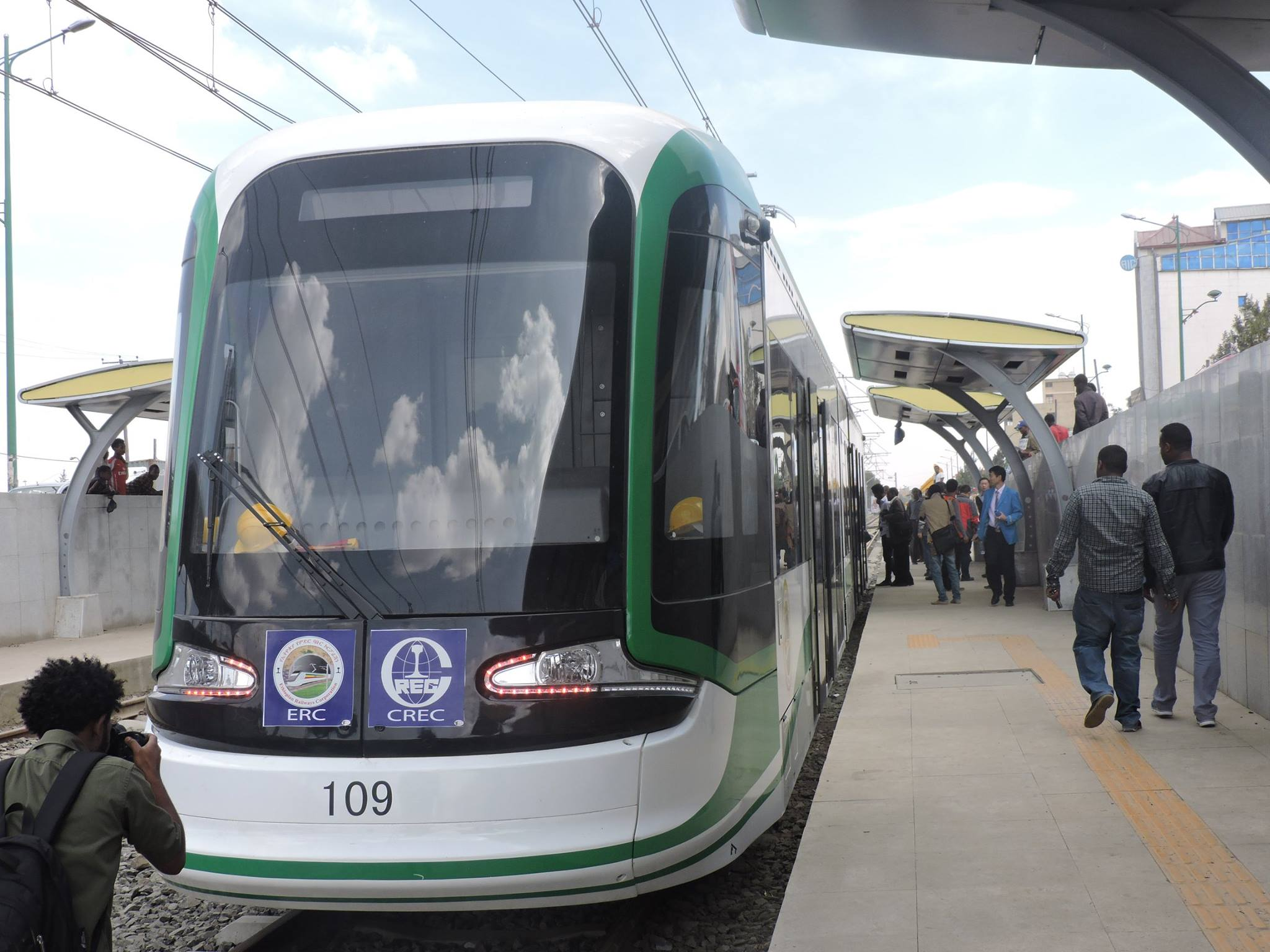
VLT em Adis Abeba

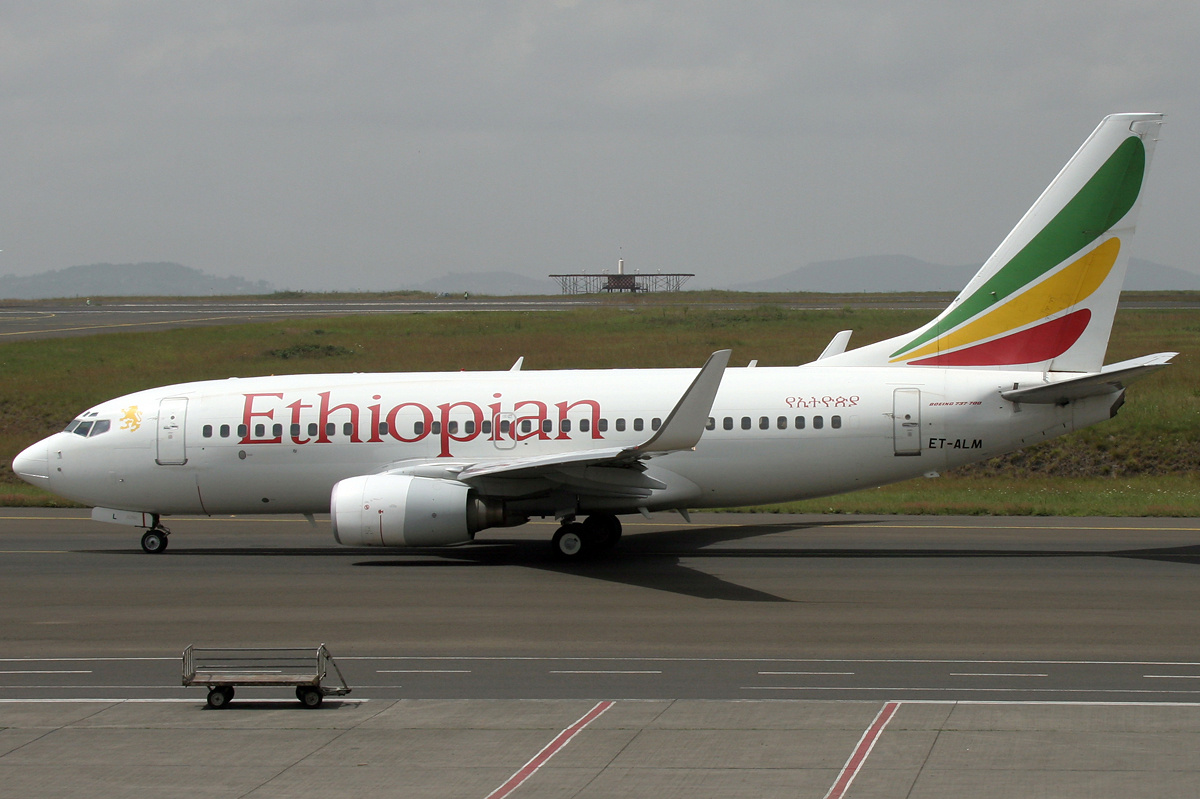
Boeing 737 da Ethiopian Airlines no Aeroporto Internacional Bole

No geral, a área de transportes etíope desenvolveu-se rapidamente. A Etiópia reserva para o setor cerca de 10% de seu PIB, o que é uma das maiores ações do PIB destinada ao desenvolvimento de infraestruturas na África. A construção de uma rede de transportes está concentrada nas proximidades de Adis Abeba. O país tem 4 100 km de estradas pavimentadas, que fazem a ligação entre seus importantes centros urbanos, além de uma boa rede de estradas que dão acesso à fronteira do país com o Djibouti e Quênia. Outros 19 000 km de estradas são de terra ou cascalho, sem nunca terem sido pavimentadas, estando estas situadas principalmente no interior do país. A única linha de estrada de ferro existente possui 781 km de extensão, e é responsável por ligar a capital da nação, Adis Ababa, à Dire Dawa e ao Djibouti, cujo tráfego é possibilitado devido a uma série de acordos bilaterais entre os dois países. Em 2006, a concessão da ferrovia foi vendida para a empresa ferroviária Comazar, sediada na África do Sul. A reconstrução planejada da ligação ferroviária existente, e a ampliação de sua extensão para 5 000 km, foi anunciada em setembro de 2010, com a ajuda de investimentos chineses.
O transporte aéreo é fornecido principalmente pela companhia aérea Ethiopian Airlines, uma das principais empresas de transporte aéreo na África. Há voos regulares de Adis Abeba para outros países africanos, nações árabes, a Europa, a Índia e as cidades de Nova Iorque, Pequim e Xangai, além de voos não muito frequentes para Washington, D.C. (Estados Unidos), Rio de Janeiro e São Paulo (Brasil), Toronto (Canadá), Cantão e Hangzhou (China) e Karachi, Tóquio e Bangkok, no Paquistão, Japão e Tailândia, respectivamente. O principal terminal aéreo do país é o Aeroporto Internacional Bole, também na capital, Adis Abeba. O Aeroporto Internacional Bole é um dos três principais do continente, e o quinto com maior movimentação de passageiros na África. O país possui um total de 57 aeroportos, conforme dados de 2013, 30 dos quais são usados regularmente, e na maioria dos casos para o serviço doméstico. O transporte marítimo no país é pouco desenvolvido, já que este não possui costa marítima. Até 1993, uma parte de seu território tinha acesso ao mar, mas com a declaração de independência da Eritreia, seu litoral passou a ser administrado pelo país vizinho. Depois da guerra entre Etiópia e a Eritreia, o governo etíope passou a utilizar o porto de Djibouti para ter acesso ao mar, como parte de um acordo entre os dois países. A Etiópia tem atualmente uma frota de nove navios usados para o comércio.

### Energia e telecomunicações
A fonte de energia é de 97% de usinas hidrelétricas que, assim como a agricultura, depende das chuvas. O acesso à eletricidade é garantido em cerca de 86% das áreas urbanas, mas a eletrificação em áreas rurais é praticamente mínima. O país não é autossuficiente em petróleo, tendo este que ser importado. São planejadas a exploração do petróleo e gás natural existentes no país. Outra opção é a utilização de energia geotérmica. Boa parte da população continua dependente da madeira como a principal substância para aquecimento e construção, o que leva a um aprofundamento do desmatamento do país.
No setor das telecomunicações, a Corporação de Telecomunicações Etíope detém o monopólio na área. Em 1999, apenas 5% da população tinha acesso ao telefone, com o governo fazendo alguns investimentos na rede móvel terrestre a partir de então. A internet também passou a receber fortes investimentos governamentais no início do século.

### Educação
A educação na Etiópia foi dominada pela Igreja Tewahedo por muitos séculos, até que a educação secular foi adotada no início do século XX. O sistema atual segue esquemas de expansão escolar que são muito semelhantes ao sistema nas áreas rurais durante a década de 1980, com um acréscimo de uma regionalização mais profunda, fornecendo educação rural nas próprias línguas dos alunos a partir do nível fundamental, e com mais recursos orçamentários alocados para setor de educação. A sequência da educação geral na Etiópia é de seis anos de escola primária, quatro anos de escola secundária inferior e dois anos de escola secundária superior.
O acesso à educação na Etiópia melhorou significativamente. Aproximadamente 3,1 milhões de pessoas estavam na escola primária em 1995 e, em 2009, as matrículas no ensino fundamental aumentaram para 15,5 milhões — um aumento de mais de 500%. Em 2013, o país testemunhou um aumento significativo na matrícula bruta em todas as regiões. O aumento nacional no número de matrículas, neste ano, foi de 104,8% para meninos, 97,8% para meninas e 101,3% em ambos os sexos.
A taxa de alfabetização aumentou nos últimos anos: de acordo com o censo de 1994, a taxa de alfabetização na Etiópia era de 23,4%. Em 2007 foi estimado em 39%. Um relatório do PNUD em 2011 mostrou que a taxa de alfabetização na Etiópia era de 46,7%. O mesmo relatório também indicou que a taxa de alfabetização feminina aumentou de 27 para 39% de 2004 a 2011, e a taxa de alfabetização masculina aumentou de 49 para 59% no mesmo período para pessoas de 10 anos ou mais. Em 2015, a taxa de alfabetização aumentou ainda mais, para 49,1% (57,2% do sexo masculino e 41,1% do sexo feminino). Os dados mais recentes, datados de 2017, indicam que a Etiópia possui atualmente uma taxa de alfabetização de 51,8%, o que demonstra um crescimento, mas ainda modesto em comparação com outros países do mundo.

## Cultura

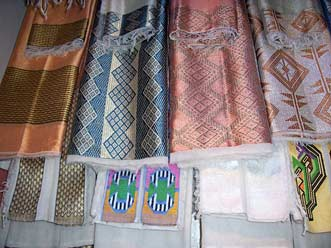
Exposição de tecidos em Addis Abeba

A Etiópia tem uma cultura predominantemente marcada pelas religiões professadas pelos seus vários povos (pelo que é designada frequentemente como "Museu de Povos"). Local onde se cruzaram tendências religiosas judaicas, cristãs (coptas) e muçulmanas, a religião é quase sempre o ponto de referência para a produção cultural, da qual se destaca a música que recebeu influências das tribos circundantes e do Egito — como o uso de sistros e tambores deixa perceber.
| Data           | Nome em português                         | Nome local          | Observações            |
| -------------- | ----------------------------------------- | ------------------- | ---------------------- |
| 7 de janeiro   | Natal Ortodoxo                            | Genna               |                        |
| 19 de janeiro  |                                           | Timket              |                        |
| 2 de fevereiro | Festa do Sacrifício                       | Eid ul-Adha         | varia; data de 2005    |
| 2 de março     | Dia de Adwa                               | Ye'adowa B'al       |                        |
| 21 de abril    | Nascimento do profeta Maomé               | Mulude              | varia; data de 2005    |
| 29 de abril    | Sexta-feira santa                         | Siqlet (Crucifixão) | varia; data de 2005    |
| 1º de maio     | Páscoa Ortodoxa                           | Fasika              | varia; data de 2005    |
| 2 de maio      | Segunda-feira de Páscoa (feriado público) |                     | varia; data de 2005    |
| 5 de maio      | Dia dos Patriotas                         | Arbegnoch Qen       |                        |
| 28 de maio     | Dia Nacional                              |                     | Queda do Regime Dergue |
| 18 de agosto   | Buhe                                      |                     |                        |
| 11 de setembro | Ano Novo Etíope                           | Inqut'at'ash        |                        |
| 27 de setembro | Descoberta da Cruz Verdadeira             | Meskel              |                        |
| 3 de novembro  | Fim do Ramadã                             | Eid ul-Fitr         | varia; data de 2005    |